# Eden Hazard
Pour les articles homonymes, voir Eden et Hazard.
Eden Hazard, né le 7 janvier 1991 à La Louvière en Belgique, est un footballeur international belge qui joue au poste d'ailier gauche entre 2007 et 2023.
Il est considéré comme l'un des meilleurs joueurs belge de l'histoire. Enfant, il joue dans le club belge du RS Braine avant de rejoindre l'AFC Tubize pour enfin commencer au niveau professionnel au LOSC Lille. Hazard y explose au plus haut niveau au poste d'ailier gauche. Il est ainsi élu meilleur espoir de Ligue 1 en 2009 et 2010 par l'UNFP puis meilleur joueur de Ligue 1 en 2011 et 2012 avec le club nordiste, étant même sacré champion de France en 2011.
En 2012, à 21 ans, il rejoint le club anglais de Chelsea et remporte de nombreux trophées, dont deux Premier League en 2015 et 2017 et deux Ligue Europa en 2013 et 2019. À titre individuel, il est élu meilleur jeune joueur de l'année PFA en 2014 puis meilleur joueur de l'année PFA et FWA en 2015. Il est considéré comme l'un des meilleurs joueurs de l'histoire du club et de la Premier League au cours des années 2010,. En 2019, Hazard est recruté par le Real Madrid pour succéder à Cristiano Ronaldo sur l'aile gauche, mais le Belge ne retrouve jamais son meilleur niveau malgré plusieurs titres conquis en Espagne. Après quatre saisons tronquées par les blessures et disputées majoritairement en tant que remplaçant, il prend sa retraite en 2023.
Avec l'équipe de Belgique, Eden Hazard connaît sa première sélection en 2008 et dispute plusieurs tournois internationaux entre 2014 et 2022 jusqu'à en devenir le capitaine succédant à Vincent Kompany. Il termine notamment troisième de la Coupe du monde 2018, où il est élu Ballon d'argent, sans confirmer à l'Euro 2021 puis au Mondial 2022. À l'issue de cette dernière compétition où la Belgique est éliminée dès le premier tour, il prend sa retraite internationale après 126 sélections et 33 buts inscrits. Il est considéré comme l'un des plus grands joueurs belges de tous les temps.
Issu d'une famille de footballeurs, il est le frère aîné de Thorgan, Kylian et Ethan Hazard, fils de Thierry Hazard.

## Biographie

### Ascendance et famille
Eden Hazard est le fils de Thierry Hazard, ancien milieu défensif de La Louvière en D2 belge, et de Carine Vanderbecq, qui a évolué en D1 belge au poste d'attaquante.
Ses frères Thorgan et Kylian, nés en 1993 et 1995, sont également footballeurs professionnels. Ethan, le dernier de la fratrie, participe en 2025 à la saison 13 de Secret Story avec pour secret « Mon frère est une légende vivante du football » et termine deuxième de l'émission.

### Jeunesse
Depuis son jeune âge, Eden Hazard est supporter de l'équipe de France,,. Eden Hazard commence à jouer au football à Braine-le-Comte au Royal Stade brainois puis à l'AFC Tubize, où il arrive en 2003, à douze ans. En 2004, Eden Hazard se fait remarquer lors d'un tournoi à Tubize par les recruteurs du LOSC qui lui proposent d'intégrer le club lillois.
Sélectionné pour le Championnat d'Europe des moins de 17 ans en 2007 avec l'équipe de Belgique, il réalise des performances saluées et mène son équipe jusqu'en demi-finale, où il inscrit le premier but du match. Mais les Espagnols égalisent et l'emportent finalement aux tirs au but (7-6).

### Carrière de joueur

#### LOSC Lille

##### Débuts d'un talent (2005-2010)
Hazard joue ses premières minutes en Ligue 1 le 24 novembre 2007 en rentrant en jeu lors de la défaite du LOSC à Nancy (2-0). Il est alors âgé de 16 ans, 10 mois et 17 jours. Pour ce premier match, il remplace Nicolas Fauvergue à la 78e minute de jeu en entrant au même moment que Kevin Mirallas.
Le 20 septembre 2008, il marque son premier but en L1 contre Auxerre et devient l'un des plus jeunes buteurs de l'histoire du LOSC, le plus jeune étant Kevin Mirallas. Il marque son deuxième but le 15 novembre 2008 contre Saint-Étienne. Le 7 février 2009, face à Sochaux, alors que le score du match est de 2-2, Hazard s'infiltre dans la défense sochalienne pour battre Teddy Richert d'un plat du pied, ce qui lui permet d'inscrire son troisième but sous les couleurs lilloises. Le mercredi 4 mars suivant, face à Lyon, il livre deux passes décisives et marque un but magnifique après avoir effacé trois joueurs lyonnais lors de la victoire de son équipe, Lille, en huitième de finale de la coupe de France, sur le score de 3 buts à 2. Conséquence logique, il obtient en fin de saison le trophée UNFP du meilleur espoir de la saison de L1 2008-2009.
Le 4 février 2010, il annonce qu'il prolonge son contrat avec le LOSC jusqu'en 2014. Quelques jours plus tard, il inscrit le but victorieux de son équipe face à Liverpool en Ligue Europa. En mars, il est désigné « joueur du mois » de Ligue 1. En avril, Zinédine Zidane déclare qu'Eden Hazard est un futur crack et qu'il n'hésiterait pas à le faire signer au Real Madrid. Le jeune Belge est alors suivi par le club espagnol, Arsenal et Bayern Munich. Lille termine finalement la saison quatrième du championnat et se qualifie de nouveau pour la Ligue Europa en 2010-2011. En fin de saison, il est nommé dans deux catégories aux trophées UNFP du football, meilleur espoir et meilleur joueur de Ligue 1, et remporte pour la seconde année consécutive le titre de meilleur espoir. Le titre de meilleur joueur est remporté par Lisandro López. Le 2 avril 2011, il dispute son 100e match de Ligue 1 et inscrit son 15e but en championnat.

##### Joueur clef de Lille (2010-2012)

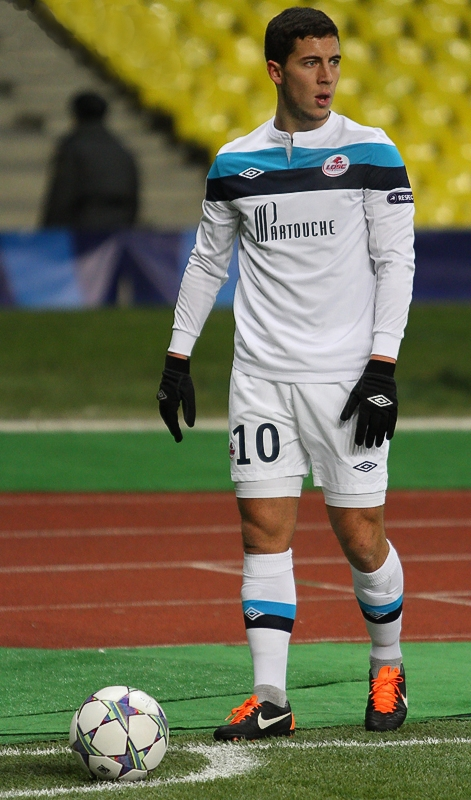
Hazard sous le maillot du LOSC.

La saison 2010-2011 est une grande réussite pour le club lillois. Le 14 mai 2011, Hazard remporte la Coupe de France avec le LOSC face au PSG au Stade de France (1-0), puis le championnat de France une semaine plus tard. Le 22 mai 2011, Eden Hazard est élu meilleur joueur de L1, signe du crédit dont il bénéficie auprès des observateurs français. Le joueur est dit convoité par les plus grands clubs européens. Le 26 août 2011, les médias indiquent que le joueur a trouvé un accord salarial avec le club anglais d'Arsenal, qui s’apprête alors à faire une offre de 35 M€ au club lillois. Finalement, Hazard ne quitte pas son club formateur et rempile pour une nouvelle saison.
Le 10 septembre 2011, Hazard illumine de tout son talent la rencontre contre l'AS Saint-Étienne comptant pour la 5e journée de Ligue 1. Le jeune Belge marque un but en effaçant la défense stéphanoise d'un double contact, avant de crucifier Stéphane Ruffier d'un extérieur du pied droit. Au cours de cette rencontre, Eden marquera un second but, lui permettant de réaliser le premier doublé de sa carrière en Ligue 1. Quatre jours plus tard, il fait ses débuts en Ligue des champions contre le CSKA Moscou (2-2). Le 31 octobre 2011, il déclare qu'il quittera le LOSC à la fin de la saison en cours, sûrement pour l'étranger. Bien que son agent ait déclaré que Hazard voulait jouer pour le Real Madrid, le joueur confirme début 2012 sa préférence pour l'Angleterre. Celui-ci est d'ailleurs courtisé par Manchester United, Manchester City, Arsenal, Chelsea ou encore Tottenham.
Le 14 mai 2012, il est de nouveau élu meilleur joueur de Ligue 1 pour la saison 2011-2012 au trophée UNFP,. Il y confirme qu'il jouera bien dans le nord de l'Angleterre. « À Manchester, je l’ai déjà dit. La décision finale tombera dans quelques jours. Un peu de patience s'il vous plaît. ».
Le 20 mai 2012, pour son dernier match avec le LOSC, il inscrit un triplé, son premier en L1, ce qui lui permet de terminer à la troisième place du classement des meilleurs buteurs avec 20 réalisations. Pour ce match, il commence la rencontre en tant que capitaine puis sort à la 88e minute sous l'ovation du Stadium Nord, remettant le brassard à Rio Mavuba. Alors que le Stadium Nord ovationne sa « pépite », Eden Hazard reçoit le trophée LFP du meilleur passeur de la Ligue 2011-2012 avec 15 passes décisives, devant Mathieu Valbuena et Jérémy Ménez. Il quitte le Nord juste avant l'arrivée du club dans son nouveau stade.
En 2022, le magazine So Foot le classe dans le top 1000 des meilleurs joueurs du championnat de France, à la 63e place.

#### Chelsea FC
Le 28 mai 2012, Eden Hazard s'engage pour cinq saisons à Chelsea, alors qu'il semblait tout proche de rejoindre Manchester United, quelques jours plus tôt,. Le transfert est évalué à 40 millions d'euros, le jeune belge touche plus de 500 000 € par mois et endosse le no 17, libre depuis le départ de José Bosingwa.
Il devient dès lors le plus gros transfert de l'histoire du football belge. Le 24 juillet 2012, il est rejoint en Angleterre par son petit frère Thorgan Hazard en provenance du RC Lens.

##### Arrivée remarquée (2012-2013)

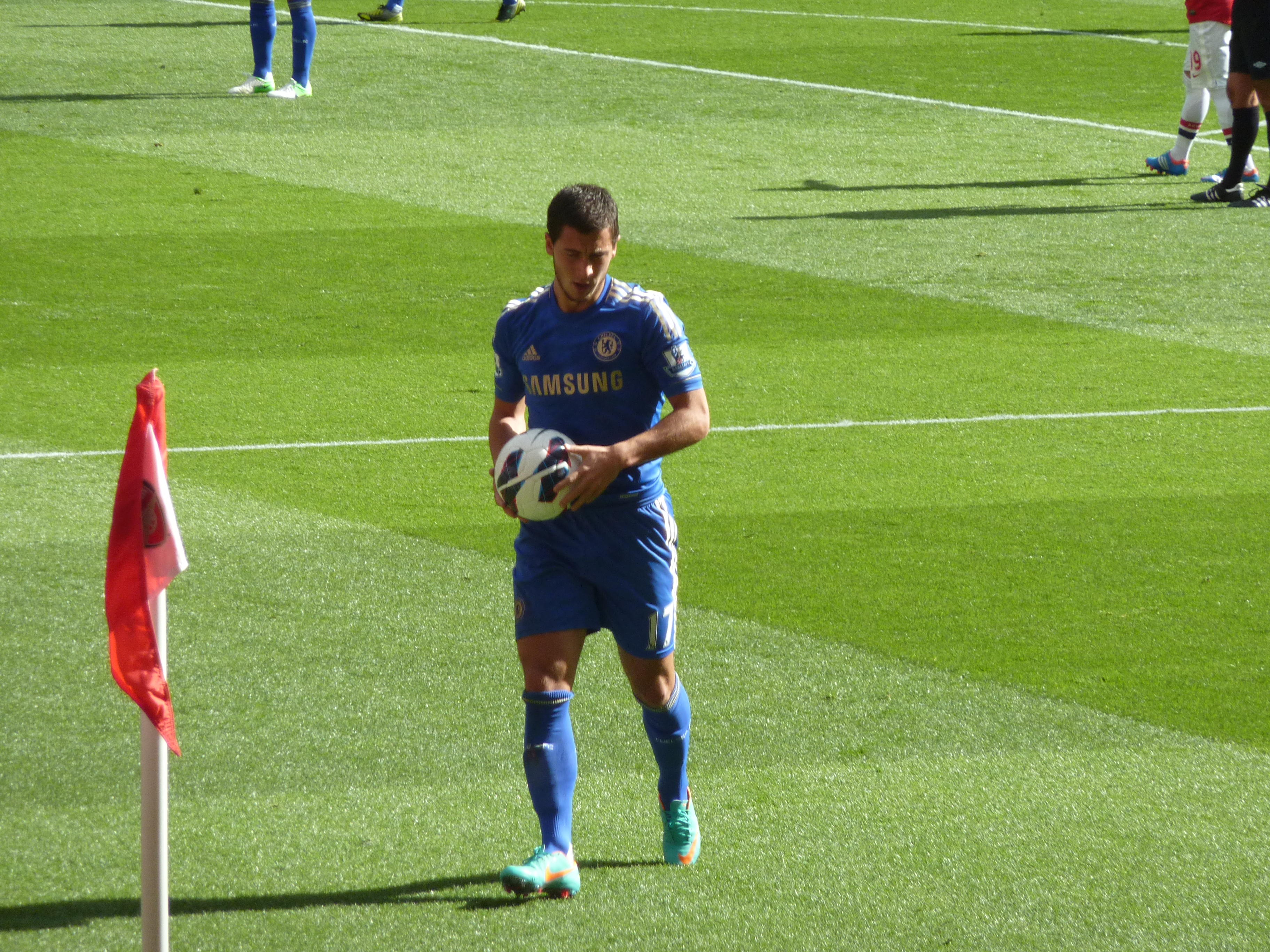
Hazard se charge de frapper les corners avec Chelsea.

Le 12 août 2012, il fait ses débuts officiels en Community Shield contre Manchester City, qui se termine par une défaite des Blues 3-2 à Villa Park.
Une semaine plus tard, lors de son premier match de championnat avec Chelsea, il s'illustre d'entrée en offrant une passe décisive à Branislav Ivanović et provoque un penalty en début de partie, transformé ensuite par Frank Lampard. Les Blues s'imposent 0-2 sur la pelouse de Wigan et Eden Hazard est élu homme du match. Il deviendra alors le premier joueur de Premier League à remporter, lors de ses quatre premiers matchs, le titre de meilleur joueur du match. Il doit ces récompenses à l'obtention de trois penaltys et au fait d'avoir distillé quatre passes décisives, en plus d'une réalisation. Il forme un quatuor très performant avec Oscar, Fernando Torres et Juan Mata. Il marque son premier but en championnat lors d'une rencontre face à Newcastle
sur penalty. Hazard fait ses débuts en Ligue des champions contre la Juventus Turin.
Le 12 janvier 2013, Hazard marque un but avec son pied gauche lors de la victoire de 4-0 face à Stoke City. Le 23 janvier suivant, lors de la demi-finale de Capital One Cup, face à Swansea, il assène un coup de pied dans le cuir qui se trouve bloqué par un ramasseur de balle. Ce coup pousse l'arbitre à sortir un carton rouge, le premier de sa carrière pour Eden Hazard. Il écope d'une suspension de trois matchs mais son club le soutient fermement. Au début du mois d'avril, Hazard est nommé avec son coéquipier Mata pour la récompense du meilleur joueur de l'année de Premier League. C'est finalement Gareth Bale qui recevra le trophée, succédant à Robin van Persie, mais Eden Hazard finit dans le onze type de la saison en championnat.
Lors de sa première saison à Chelsea, son club remporte la Ligue Europa 2013, mais il ne peut jouer la finale à cause d'une blessure aux ischio-jambiers occasionnée quatre jours plus tôt à Aston Villa.

##### Confirmation internationale (2013-2015)

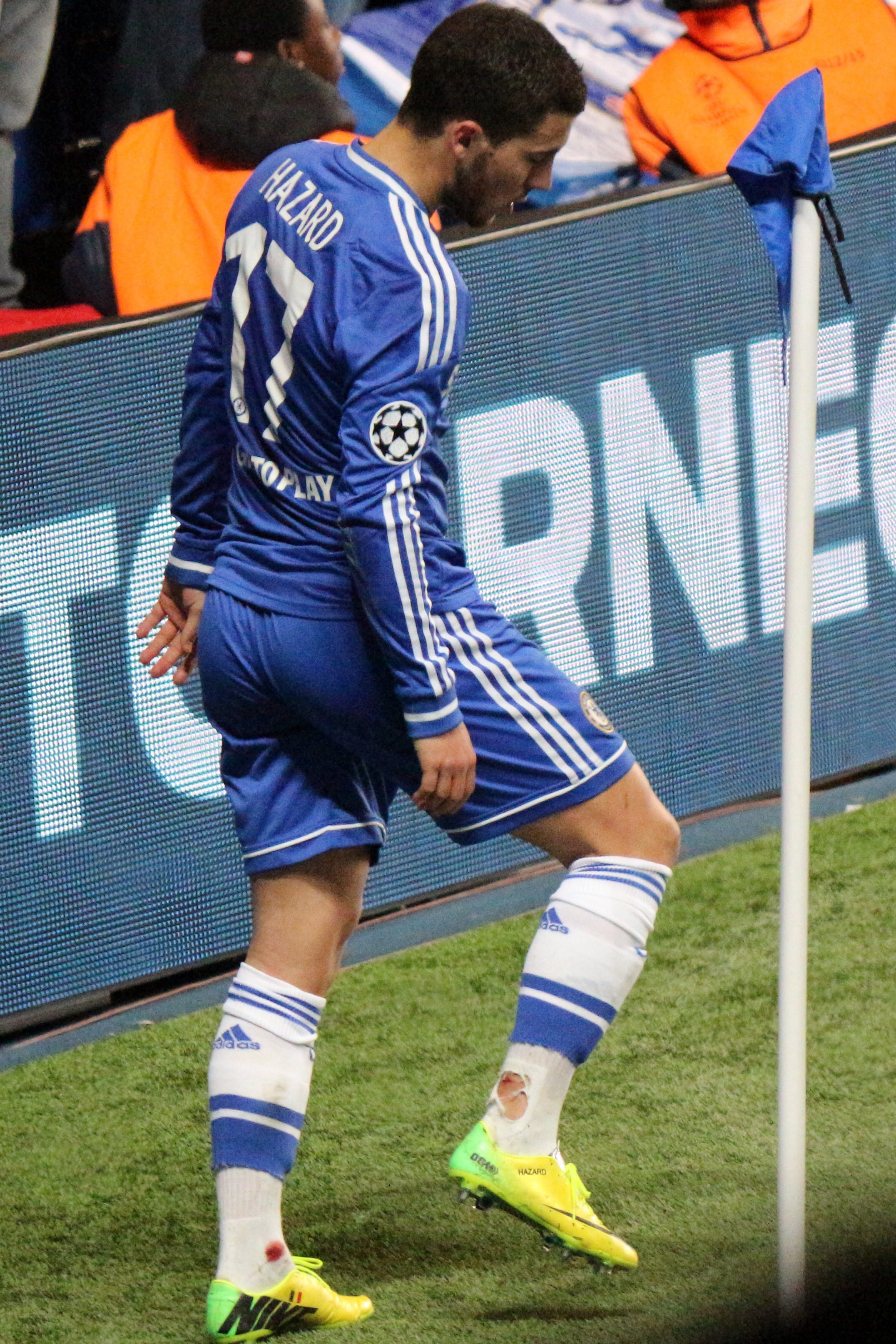
Hazard face à Galatasaray en Ligue des champions en février 2014.

La saison 2013-2014 s'entame contre le Bayern Munich lors de la Supercoupe UEFA, où Hazard inscrit un but. Malgré tout, son club s'incline aux tirs au but. En octobre, Hazard fait partie des 23 joueurs sélectionnés pour le Ballon d'or. Il commence doucement sa saison en club mais monte en puissance au fur et à mesure des matchs. Au mois de décembre, il inscrit un doublé contre Sunderland, lors de la victoire de son équipe 4-3. L'entraîneur de Sunderland, Gustavo Poyet, décrit la performance du joueur de Chelsea :
« Hazard était injouable. Je ne me souviens pas d'avoir vu un joueur jouer à ce niveau contre moi en tant qu'entraîneur. ».
Il marque un but longue distance, donnant la victoire contre Liverpool permettant à son équipe de revenir à égalité avec les Reds. Il inscrit son premier hat-trick pour Chelsea contre Newcastle United au mois de février. Chelsea connait ensuite une légère baisse de régime en fin de saison qui voit le club laisser échapper le titre en Premier League et perdre en 1/2 finale de la Ligue des Champions face à l'Atlético de Madrid.
À la suite du départ de Juan Mata, il récupère le numéro 10 pour la saison 2014-2015.
Lors des premiers matchs de la saison, Eden Hazard évolue dans l'ombre des deux recrues vedettes Cesc Fàbregas et Diego Costa qui réalisent tous les deux un début de saison tonitruant.

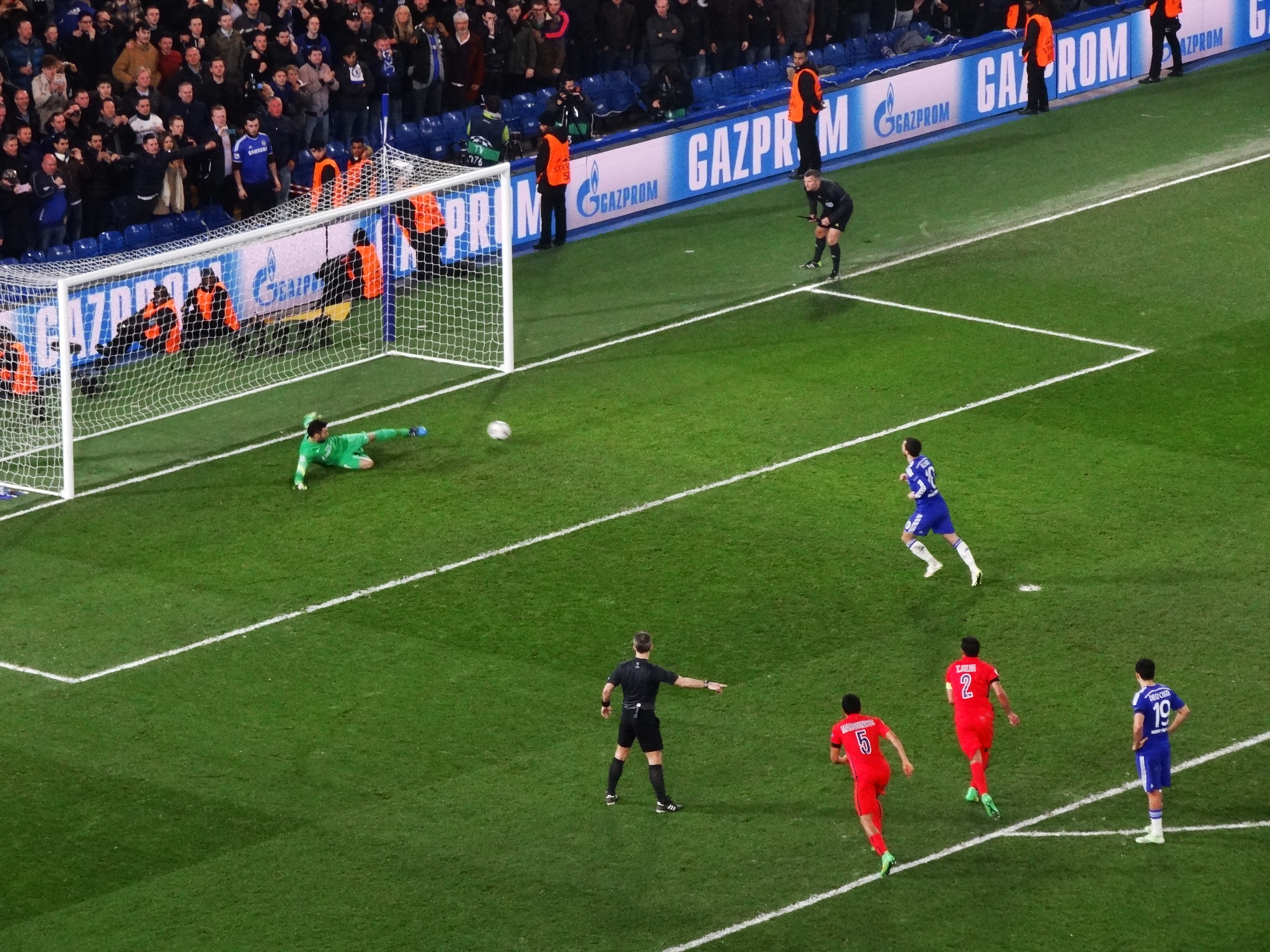
Hazard inscrivant un pénalty face au PSG en Ligue des champions.

Mais il ne met pas longtemps pour retrouver son statut de « leader technique » de l'équipe, comme le démontre sa performance contre Arsenal. Ce match semble être un déclic dans la saison d'Hazard puisqu'il enchaîne ensuite les performances de haut niveau. Le 12 février 2015, il annonce la prolongation de son contrat jusqu'en 2020,. Avec un salaire estimé à 200 000 livres par semaine, soit près d'un million d'euros par mois, il devient le joueur le mieux payé de l'histoire de Chelsea. En mars 2015, Hazard remporte la Capital One Cup. Pourtant annoncé comme l'un des favoris de la Ligue des champions, Chelsea se fait éliminer par le Paris Saint-Germain FC dès les huitièmes de finale de la compétition
Le 27 avril 2015, il est élu joueur de l'année de Premier League à l'issue de la cérémonie des PFA Awards. Peu après, Chelsea devient champion d'Angleterre. Le 26 mai, il reçoit le prix du joueur de l'année pour la deuxième fois consécutive. Hazard termine la saison avec 19 buts et 12 passes décisives toutes compétitions confondues.

##### Une saison compliquée (2015-2016)

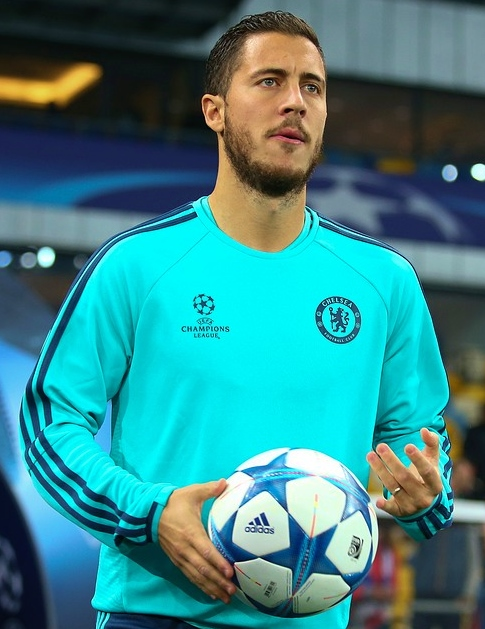
Eden Hazard lors d'un échauffement d'avant-match avec Chelsea en Ligue des champions.

La saison suivante s'avère plus délicate pour Hazard. Chelsea, attendu comme l'un des grands favoris, commence la saison par une défaite contre Arsenal en Community Shield. Méconnaissable lors du début de championnat, Eden Hazard espère marquer en Ligue des champions, mais lors de la première journée, son penalty finit dans les tribunes. Avec aucun but et aucune passe décisive à la mi-saison. Hazard est critiqué notamment pour ses petits ponts pris en Champions et en Premier League. Il doit se contenter de bouts de matchs avec José Mourinho, qui veut changer sa formation. Mourinho est finalement déchu de ses fonctions en décembre et remplacé par Guus Hiddink, qui assurera l'intérim jusqu'à la fin de saison. Ce dernier semble redonner un souffle nouveau aux Blues qui démarrent une remontée fulgurante dans le classement. Hazard retrouve des sensations et livre quelques offrandes pour ses coéquipiers, mais ne trouve toujours pas le chemin du but. Il lui faut attendre la fin avril pour le voir briser sa triste série lors d'une victoire contre Bournemouth où il inscrit un doublé. En mai 2016 il inscrit le but égalisateur pour Chelsea face à Tottenham Hotspur d'une frappe en lucarne. Menés 2-0, les Blues reviennent au score et offrent par la même occasion le titre de champion à Leicester City. Quelques jours plus tard, Hazard inscrit un but en solo contre Liverpool. Malgré ces derniers bons matchs, la saison 2015-2016 sera finalement très décevante pour Hazard et son club.

##### Relance à l'Euro et en club (2016-2017)

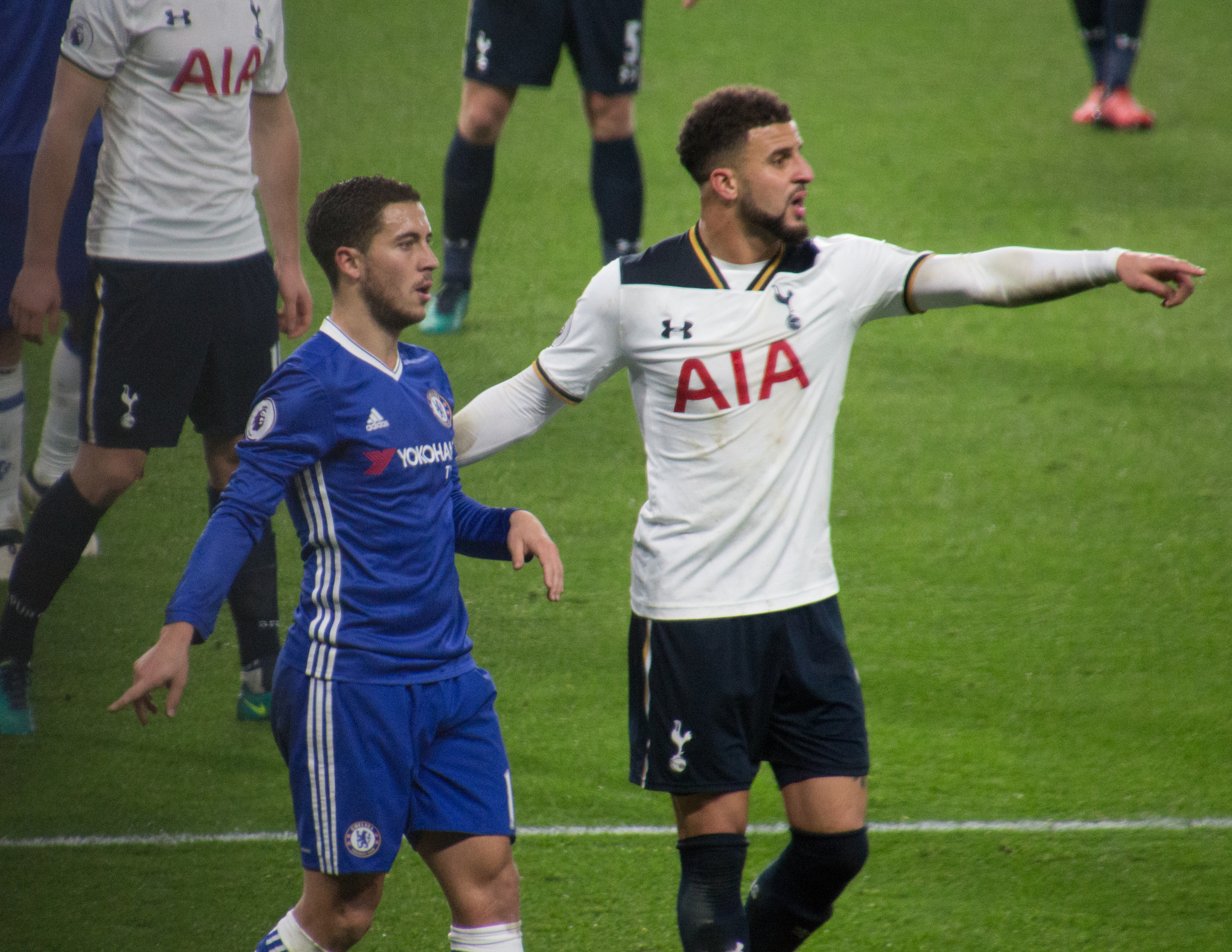
Hazard face à Tottenham Hotspur en 2016.

Après une saison difficile, autant pour le club que pour lui, Hazard s'illustre lors de l'Euro 2016 en finissant meilleur passeur et en étant le leader offensif des Diables rouges, qui s'inclinent malgré tout en quarts de finale. Après une présaison réussie, le nouvel entraîneur des Blues Antonio Conte dit dans une interview qu'il est convaincu que le belge a le potentiel pour devenir un joueur de la trempe de Cristiano Ronaldo ou Lionel Messi.
Hazard retrouve rapidement le chemin des filets en marquant sur penalty contre West Ham durant la première journée de championnat.
Il va retrouver peu à peu le niveau de jeu qu'il avait lors de la saison 2014-2015. Chelsea réalise une saison 2016-2017 exceptionnelle, enchainant notamment 13 victoires consécutives en Premier League durant l'automne 2016 . Aligné dans un trio offensif spectaculaire avec Diego Costa et Pedro, Hazard se montrant décisif et présent dans la plupart des grands matchs, inscrivant notamment un but lors du triomphe 4-0 contre Manchester United, trois buts en deux matchs contre Manchester City ou encore un but en 1/2 finale de FA Cup contre Tottenham Hotspur. Eden Hazard terminera la saison avec 16 buts inscrits en Premier League, son meilleur total depuis son arrivée en Angleterre. Son club remporte cette année-là le titre de champion d'Angleterre.
Hazard sera élu meilleur joueur du club de la saison, pour la troisième fois en cinq ans. Il sera nommé pour le titre de joueur de l'année PFA du Championnat que son coéquipier français, N'Golo Kanté remportera.

##### Une saison moyenne mais triomphe en FA Cup (2017-2018)
Gravement blessé au pied en juin 2017 avec sa sélection, Hazard manque le début de saison et ne participe pas à la défaite des siens lors du Community Shield face à Arsenal. Il ne dispute son premier match de la saison avec les blues qu'au début du mois de septembre, contre Leicester.

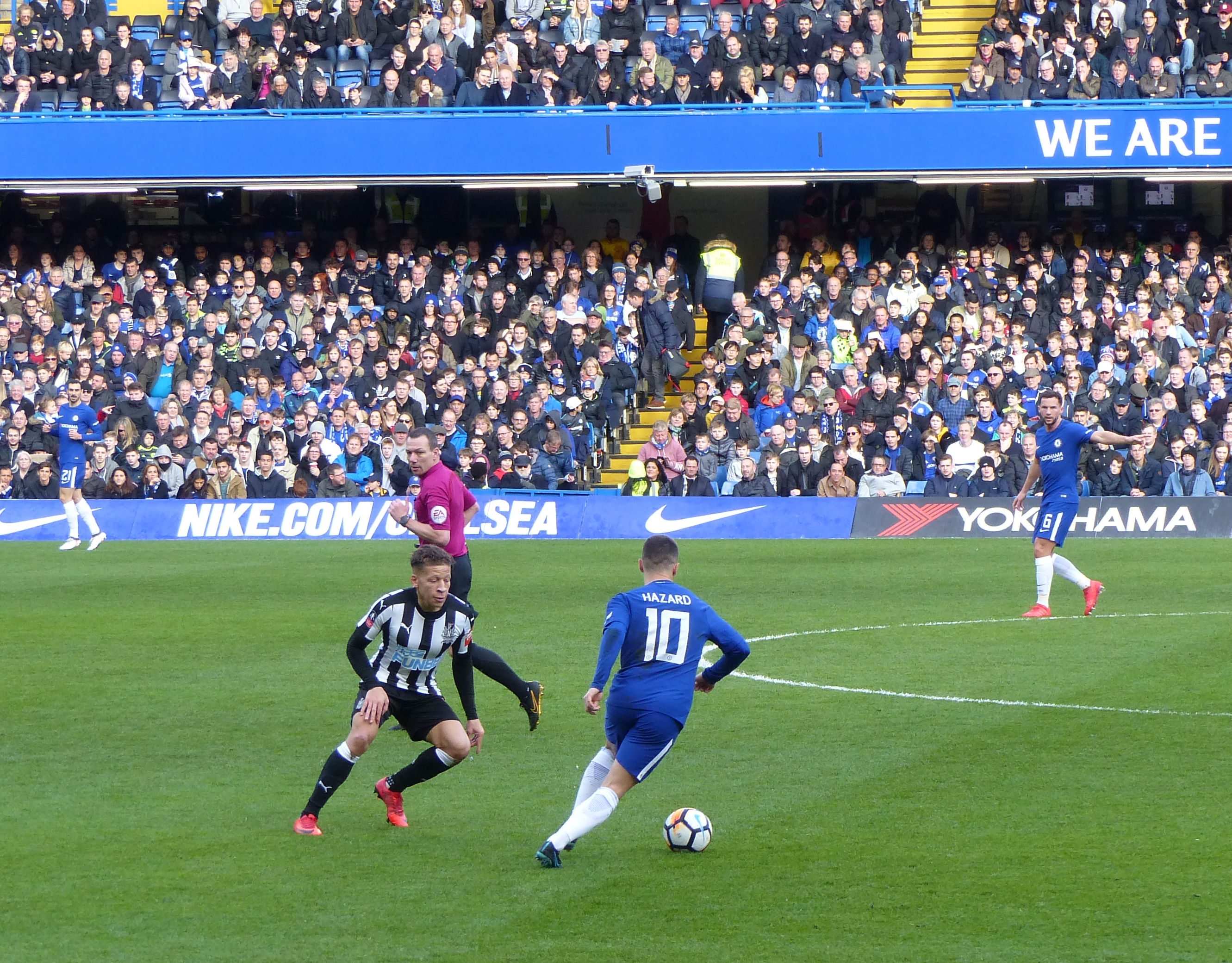
Hazard en action face à Newcastle United en 2018.

Après un début de saison poussif, les Blues retrouvent un rythme plus conforme à leurs ambitions et enchainent les bonnes performances. Hazard marque des buts importants notamment contre Bournemouth, Newcastle United ou encore WBA. Derrière l'intouchable leader Manchester City, les Londoniens sont à la lutte avec Manchester United Liverpool et Tottenham pour arracher une place dans le Top 4.
Cependant, le début d'année 2018 est délicat pour les Blues et Hazard, bien qu'en dessous de ses performances habituelles semble le seul a pouvoir porter son équipe, notamment lors des débâcles face à Bournemouth et Watford.
En Ligue des champions, les Blues retrouvent le FC Barcelone pour un choc dès les 1/8 de finale et après un march aller réussi (1-1 à Stamford Bridge en ayant largement dominé), Hazard et ses coéquipiers sont impuissants au match retour au Camp Nou et perdent 3-0.
Chelsea est alors dans une période délicate puisque le coach Antonio Conte est vivement critiqué, de nombreuses recrues telles que Alvaro Morata, Tiémoué Bakayoko ou encore Davide Zappacosta ne sont pas au niveau des attentes. Seuls Hazard, Andreas Christensen et Willian semblent être épargnés par les critiques. Le départ de certains cadres comme Nemanja Matic ou Diego Costa, piliers lors du titre de la saison précédente, affaiblit considérablement Chelsea.

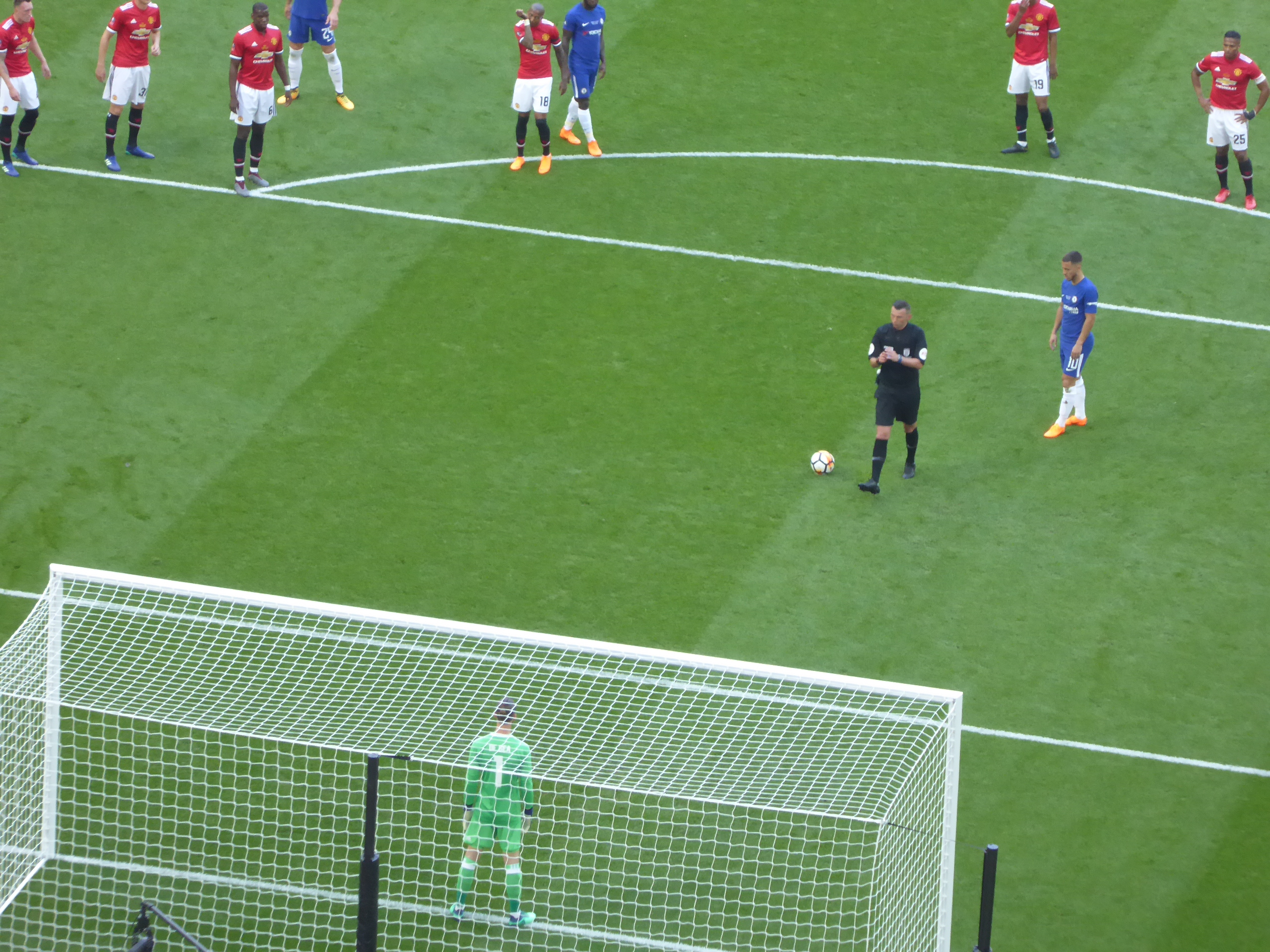
Hazard avant d'inscrire l'unique but en finale de la FA Cup 2018.

Après des défaites sans gloire contre les deux clubs de Manchester et à domicile contre Tottenham, les Blues chutent au classement et se retrouvent cinquième, place qu'ils occuperont jusqu'à la fin du championnat.
Malgré cette seconde partie de saison morose, Chelsea réalise un bon parcours en FA Cup, arrivant jusqu'en 1/2 finale face a Southampton. Dans ce match, à Wembley, Eden réalise un match cinq étoiles et se distingue notamment par une passe décisive pour son nouveau coéquipier, Olivier Giroud. Vainqueur 2-0, les Londoniens se qualifient pour la finale et affronteront Manchester United. Hazard brille une nouvelle fois durant ce match, provoque un pénalty qu'il transforme et remporte ainsi sa première coupe d'Angleterre, son cinquième trophée en six ans avec Chelsea. Hazard termine meilleur buteur et meilleur passeur du club cette saison avec 17 buts et 12 passes décisives toutes compétitions confondues.

##### La dernière en Triomphe (2018-2019)

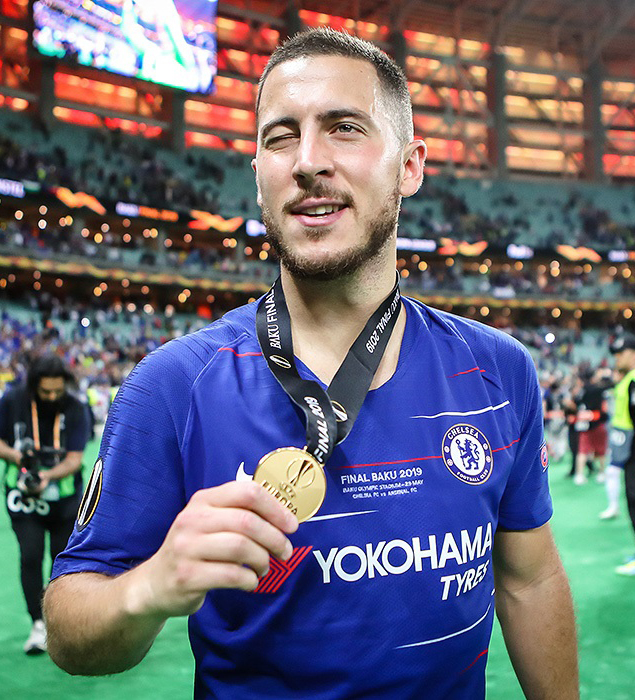
Hazard, vainqueur de la Ligue Europa pour son dernier match avec Chelsea.

Après une coupe du monde réussie où Eden multiple les grandes performances, il retrouve son club, désormais managé par un nouveau technicien. Rapidement, l'entraîneur Maurizio Sarri ne tarit pas d'éloges sur son joueur, qu'il trouve « fantastique ». Le coach italien prône un jeu offensif qui permet à Eden, joueur phare de l'équipe, d'atteindre son potentiel et de réaliser un bon début de saison.
Le 26 décembre 2018, il marque son centième but sous les couleurs de Chelsea. Auteur de deux passes décisives contre Watford en mai 2019, Hazard devient le premier joueur depuis Thierry Henry en 2003 à marquer au moins quinze buts et livrer autant de passes. Le 9 mai, Hazard livre une passe décisive à Ruben Loftus-Cheek en demi-finale retour de Ligue Europa face à l'Eintracht Francfort mais les Allemands reviennent au score (1-1) comme au match aller. Les deux équipes se neutralisent jusqu'aux tirs au but et c'est le Belge qui transforme le pénalty gagnant conduisant les Blues en finale. Auteur de quinze passes décisives en championnat, Hazard finit meilleur passeur de Premier League devant Ryan Fraser et Christian Eriksen. Pour sa dernière saison, Eden aura laissé de beaux souvenirs. Il sera l'auteur de buts légendaires face à Liverpool et West Ham, où il élimine toute la défense pour ensuite achever le gardien de but. Il finira meilleur passeur et meilleur buteur de Chelsea. À l'issue du championnat, Maurizio Sarri lui rend hommage, alors que son départ vers le Real Madrid est régulièrement annoncé. Les informations concernant son transfert commencent à s'éclaircir: il devrait rejoindre le Real Madrid début juin, pour un montant avoisinant les 100 millions d'euros d'après le journal L'Équipe. Pour son dernier match avec les Blues, Hazard remporte la finale de la Ligue Europa aux dépens d'Arsenal et s'offre un doublé ainsi qu'une passe décisive pour une victoire 4-1. Il quitte ainsi Chelsea en triomphe et est unanimement reconnu par les supporters et anciens joueurs des Blues comme étant l'un des meilleurs joueurs de l'histoire du club.

#### Real Madrid
Le 7 juin 2019, Eden Hazard quitte Chelsea et rejoint le Real Madrid pour les cinq prochaines saisons. Le montant du transfert s'élève à environ 100 millions d'euros. Zidane, idole du belge, rêvait depuis la saison précédente et donc depuis le départ du quintuple ballon d'or Cristiano Ronaldo de faire d'Eden le successeur de la légende Portugaise.

##### La première saison de blessure (2019-2020)

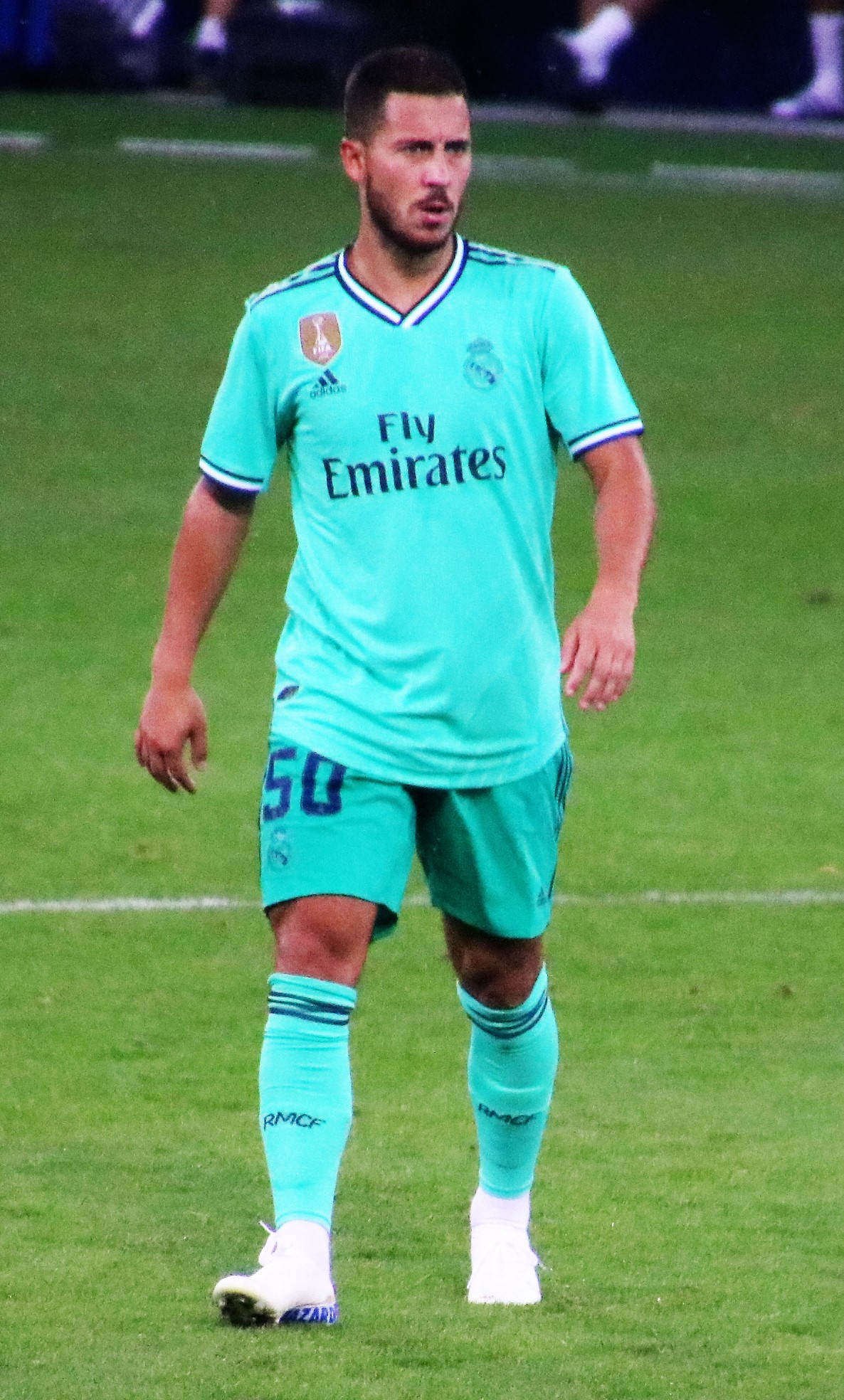
Eden Hazard sous les couleurs du Real Madrid.

Recrue phare du mercato madrilène, il se permet d'arriver hors de forme à la préparation d'avant saison et se blesse à la cuisse au mois d'août 2019. Il rate donc le début de saison 2019-2020. Il fait finalement ses débuts pour les Merengues le 14 septembre 2019. Zinédine Zidane le fait rentrer en seconde période à la place de Casemiro lors d'une victoire 3-2 contre le Levante UD en Liga, au Santiago Bernabéu. Il est titularisé pour la première fois le 18 septembre en Ligue des champions face au Paris Saint-Germain (défaite 3-0). Hazard inscrit son premier but madrilène le 5 octobre 2019 d'un lob contre le Grenade CF avant de servir Luka Modrić durant un succès 4-2 à domicile. Son arrivée est rapidement saluée en Liga par les médias espagnols et ses pairs, notamment Lionel Messi.
Blessé à la cheville droite contre le PSG le 27 novembre 2019, Hazard ne revient que deux mois plus tard face au Celta Vigo,. Une semaine plus tard, il se fissure la malléole contre Levante (défaite 1-0), alors qu'arrivaient le huitième de finale aller de Ligue des champions contre Manchester City et le classico face au Barça,. Il est alors opéré à Dallas.

##### Une saison sans trophées (2020-2021)
La première saison d'Eden Hazard n'aura pas été satisfaisante. Recruté pour plus de 100 millions d'euros, l'international belge est irrégulier, non aidé par des pépins physiques. Certains lui reprochent aussi un léger surpoids l'empêchant d'être à son niveau (ce qui était déjà notable auparavant à Chelsea), alors que sa cheville droite lui a posé de nombreux soucis. Titulaire face à Huesca (victoire 4-1), l'international belge inscrit le premier but des siens grâce à une frappe. Il est titulaire lors du match retour face à Chelsea en demi finale de la ligue des champions mais ne peut rien faire pour empêcher la victoire de son ancien club, 3-1 sur l'ensemble des deux matchs. Pire encore, Eden est aperçu célébrant avec ses anciens coéquipiers à l'issue du match, ce qui aggravera son cas auprès des médias locaux qui sont déjà très critiques envers lui.

##### Vainqueur de la Ligue des champions (2021-2022)
À l'aube de la nouvelle saison du Real Madrid, Zinedine Zidane, idole d'Eden et manager légendaire du club, laisse sa place à Carlo Ancelotti. L'une des premières mesures du tacticien italien est d'écarter Eden Hazard au profit de Vinicius, et ce malgré des bouts de rencontre encourageants de la part du Belge. L'explosion du prodige brésilien est telle qu'à aucun moment Ancelotti n'imagine un retour d'Eden dans son onze. Il le considère, à tort selon certains médias et supporters, comme le troisième choix dans la hiérarchie derrière Rodrygo, second prodige issu du Brésil au Real, qui marque un but crucial face à Chelsea en quart de finale de la Ligue des Champions. Bien que sa mise à l'écart totale de l'effectif fasse l'objet de nombreux débats tout au long de la saison, les résultats du Real sont tels (Champion de la Liga et vainqueur de la Ligue des Champions) qu'ils donnent raison au nouvel entraîneur. Malgré une saison plus compliquée, Eden Hazard remporta la Ligue des champions pour la première fois de sa carrière, rentrant ainsi dans le cercle très fermé des belges vainqueurs de la "coupe aux grandes oreilles" avec Eric Gerets, Daniel Van Buyten, Simon Mignolet, Divock Origi et Thibaut Courtois.

##### Dernière saison (2022-2023)
Pour la saison suivante, le statut d'Eden Hazard dans l'effectif madrilène n'est pas près de changer dans l'esprit de Don Carlo, et ce malgré des prestations encourageantes en présaison. Il n'entre même pas en jeu lors de la Supercoupe d'Europe remportée par le Real face à l'Eintracht Francfort (2-0), bien que le Real dispose de cinq remplacements : un énième message clair de la part du coach madrilène. Le nom de Hazard est cité à Newcastle et à Chelsea par certains médias alors que sa valeur marchande est plus bas que jamais, mais le joueur ne prête pas attention à l'intérêt de ces clubs et reste optimiste sur son avenir avec le champion d'Europe.
Un renouveau à la casa blanca se profile alors qu'il signe une passe décisive et un but face au Celtic Football Club, après avoir remplacé Karim Benzema à la 30e minute en première journée de phase de groupes de la Ligue des champions de l'UEFA 2022-2023 (Victoire 0-3). Le diable rouge inscrit ainsi son 200e but en carrière professionnelle.
Le 3 juin 2023, le Real Madrid annonce le départ d'Eden Hazard à l'issue de la saison,,.
Le 10 octobre 2023, il annonce prendre sa retraite à l'âge de 32 ans.

#### Équipe de Belgique

##### Débuts avec les «Diables Rouges»

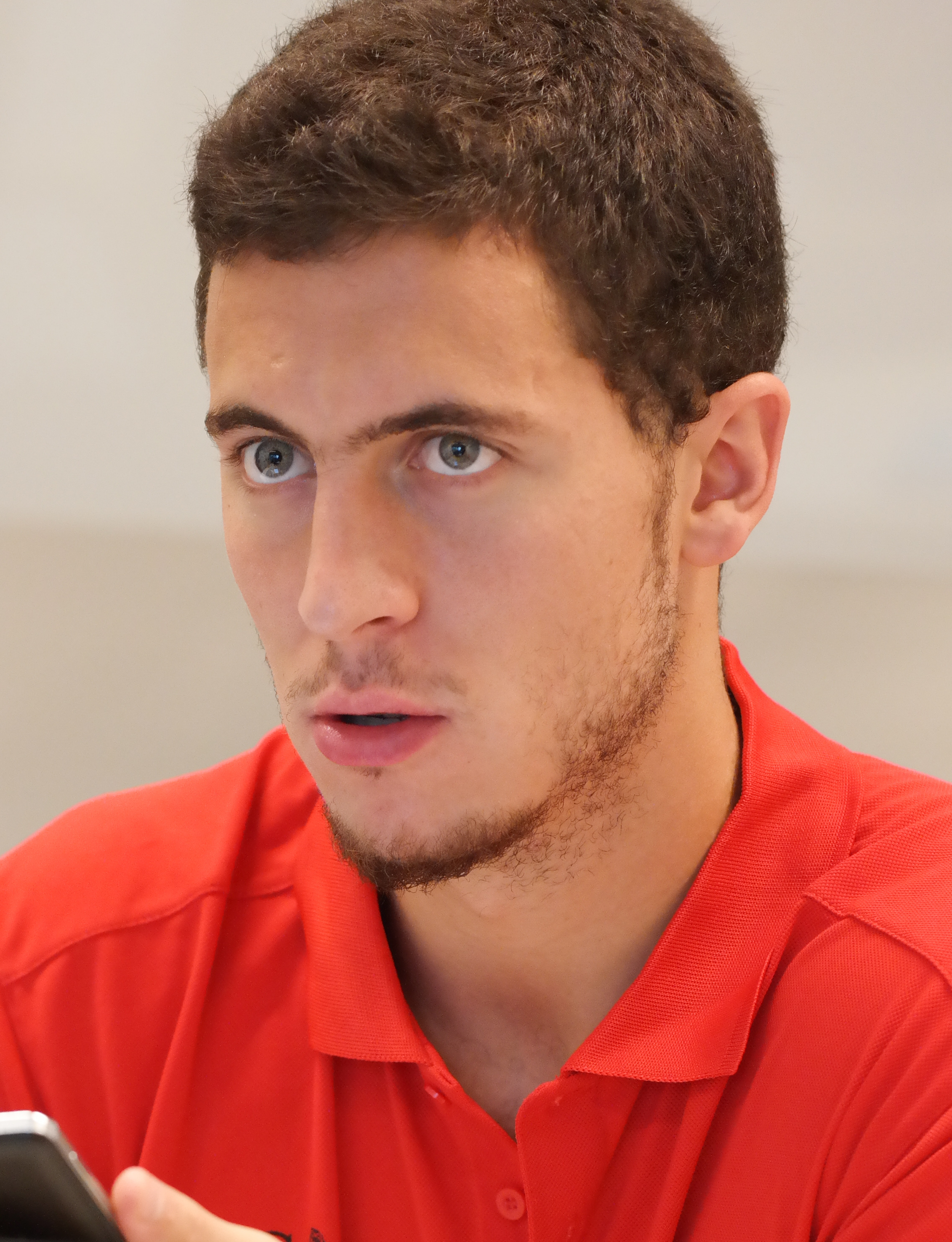
Eden Hazard avec les Diables Rouges en 2012.

Eden Hazard est appelé pour la première fois avec l'équipe nationale belge pour le match Luxembourg - Belgique le mercredi 19 novembre 2008, alors qu'il a 17 ans et 316 jours. Il entre en jeu à la 67e minute. Il marque son premier but pour la Belgique contre le Kazakhstan le vendredi 7 octobre 2011 pour un match comptant pour les éliminatoires de l'Euro 2012.
Le 4 août 2011, le sélectionneur fédéral Georges Leekens publie une liste de 25 joueurs retenus pour les deux prochains matchs de l'équipe belge. Eden Hazard est écarté pour sanction disciplinaire. En effet, lors du match précédent face à la Turquie, Hazard avait ignoré son entraîneur lorsque celui-ci l'avait remplacé. En outre, il apparaît que Hazard était sorti du stade pour manger un hamburger, alors que le match n'était pas encore terminé. À la suite de cette suspension, Hazard répond par communiqué, et laisse sous-entendre qu'il pourrait prendre sa retraite internationale prématurément si cela devait perdurer. Par la suite, des informations circulent comme quoi Hazard n'aurait pas été suspendu pour avoir mangé un hamburger mais pour avoir insulté son sélectionneur à la suite de son remplacement ; Leekens avait d'ailleurs déclaré précédemment : « le hamburger, je m’en fiche. Pour moi, Eden peut manger un hamburger après un match, ça ne me dérange pas du tout. Mais les trois matches de suspension, c’est pour beaucoup plus que ça »,. Rien concernant cette rumeur n'a jamais été confirmé. Finalement, à la suite d'un entretien entre Leekens et Hazard, le sélectionneur fédéral décide d'annuler la sanction. Eden Hazard n'a donc été suspendu que pour le match amical entre la Belgique et la Slovénie (0-0).
Le 25 mai 2012, il marque son deuxième but en sélection sur penalty face au Monténégro (match amical) et occupe pour la première fois en sélection le poste de numéro 10. Le 6 février 2013, il inscrit son troisième but lors du match amical face à la Slovaquie.

##### Coupe du monde 2014
Le 23 et 26 mars 2013, lors de la double confrontation contre la Macédoine comptant pour les éliminatoires de la Coupe de monde 2014, il marque lors du premier match sur penalty (victoire 0-2). Lors du deuxième match, il est l'auteur de l'unique but de la rencontre, ce qui donne un bon avantage aux Belges au classement lors de cette campagne qualificative. Le 11 octobre 2013, la Belgique joue son avant-dernier match qualificatif contre la Croatie et l'emporte 1-2 grâce à un doublé de Romelu Lukaku, qui donne la première qualification depuis douze ans à la Belgique pour une coupe du monde. Eden Hazard dispute tout le match et participe par la même occasion à son premier grand tournoi avec sa sélection nationale.
Dans le groupe H, les Belges débutent par une victoire contre l'Algérie et s'imposent 2-1, avec une passe décisive de Hazard pour Dries Mertens sur le second but. À Rio contre la Russie, il donne à nouveau un ballon décisif à deux minutes de la fin du match, pour un but de Divock Origi (victoire 1-0). Lors du dernier match, Marc Wilmots renouvelle son effectif, mais ses joueurs s'imposent tout de même 1-0 contre la Corée du Sud (Hazard entre à deux minutes de la fin).
Après une victoire contre les États-Unis en huitième (2-1 ap), les Belges tombent en quart de finale contre l'Argentine (1-0).
En juin 2015, Marc Wilmots modifie la hiérarchie des capitaines et nomme Eden Hazard vice-capitaine. En effet, l'entraîneur est convaincu qu'Eden n'a pas réalisé tout son potentiel et souhaite lui donner davantage de responsabilités sur le terrain. Vincent Kompany, capitaine, étant suspendu et revenant de blessure, ne joue pas les deux matchs contre la France et le Pays de Galles. Hazard joue donc, à 24 ans, ses deux premiers matchs comme capitaine de sa sélection nationale.

##### Euro 2016
À la suite du forfait de Vincent Kompany, blessé, Hazard est nommé capitaine de la sélection belge pour l'Euro 2016.
Les Diables Rouges entament mal la compétition et essuient une défaite d'entrée contre l'Italie. Lors du second match face à l'Irlande, le joueur de Chelsea délivre une passe décisive pour Romelu Lukaku, qui réalise un doublé (victoire 3-0). Lors du dernier match du groupe E contre la Suède, Hazard récidive à offre une passe décisive à Radja Nainggolan pour une victoire des Belges 0-1, sur le fil. Son équipe termine deuxième de sa poule.
En huitième de finale, Hazard réalise un match d'exception face à la Hongrie, lors de la large victoire de son équipe (4-0). Il sera au four et au moulin, redescendant sur le terrain pour défendre dans sa propre surface et lancer des contre-attaques impitoyables. Il livrera une passe décisive et inscrit son premier but en tournoi international. Ce match reste à ce jour l'une de ses plus belles performances individuelles en sélection. En quart de finale à Lille, les Diables rencontrent le Pays de Galles. Le capitaine Eden Hazard donne à nouveau une passe décisive à Nainggolan, sur l'ouverture du score. Cependant, les Diables Rouges sont éliminés, à la surprise totale, sur le score de 3-1 après une performance catastrophique.
Au total, Hazard aura livré quatre passes décisives et inscrit un but durant le tournoi, dont il termine meilleur passeur. Malgré un match décevant en quart de finale, cet Euro est le début d'une nouvelle ère pour Eden Hazard en sélection. Le belge est omniprésent sur le terrain, n'hésitant pas à décrocher de son poste pour se promener sur le terrain balle au pied et créer des espaces pour ses coéquipiers. Le belge se servira de ses meilleures performances pour devenir le leader offensif des diables à l'avenir. Avec le départ de Marc Wilmots, limogé à la suite de la sortie décevante de la Belgique en quart de finale, Roberto Martinez est nommé sélectionneur des Diables Rouges. Ce dernier va tactiquement innover en jouant avec un 3-4-3 avec Eden Hazard évoluant comme électron libre aux côtés de Romelu Lukaku et Kévin de Bruyne en attaque. Ce nouveau rôle permettra au belge de continuer sur les traces de son bel Euro et d'enchaîner des performances de grande classe avec son équipe nationale.

##### Coupe du monde 2018

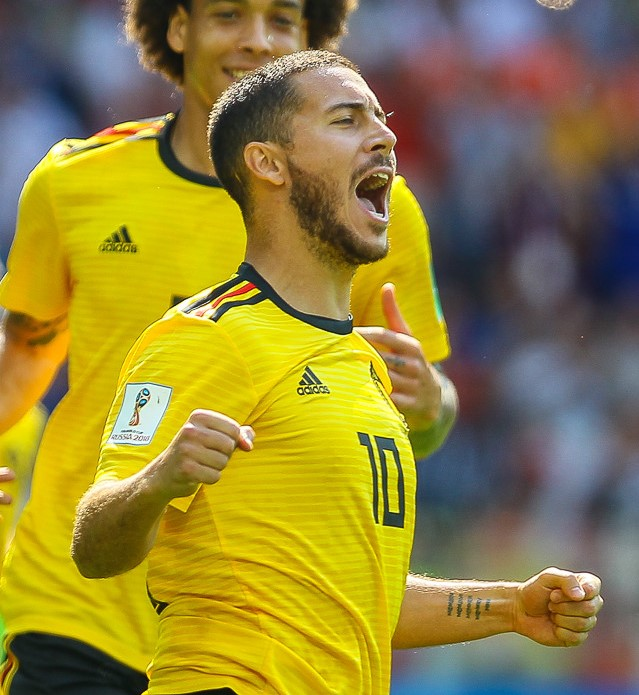
Eden Hazard célébrant un but à la Coupe du monde 2018.

Lors des qualifications pour la coupe du monde 2018, la Belgique termine première de son groupe avec 28 points. Eden Hazard inscrit 6 buts lors de ces éliminatoires et est étincelant dans le jeu, ce qui contribue à laisser penser que la Belgique est un des favoris pour aller jusqu'au bout en Russie
Dans le groupe G, la Belgique est d'abord confrontée au Panama. Hazard donne une passe décisive à Romelu Lukaku sur le dernier but de son équipe (victoire 3-0). Pour la deuxième rencontre, ils dominent la Tunisie (5-2) et Hazard marque deux buts (dont l'ouverture du score sur penalty). Il est ménagé pour le dernier match sans enjeu contre l'Angleterre (victoire 1-0).
En huitièmes de finale, alors qu'ils sont menés 0-2 par le Japon, les Diables Rouges renversent la partie, pour s'imposer 3-2. Hazard donne une passe décisive à Marouane Fellaini sur le deuxième but des Belges. Eden Hazard est le visage de la rédemption des diables et est logiquement élu homme du match.

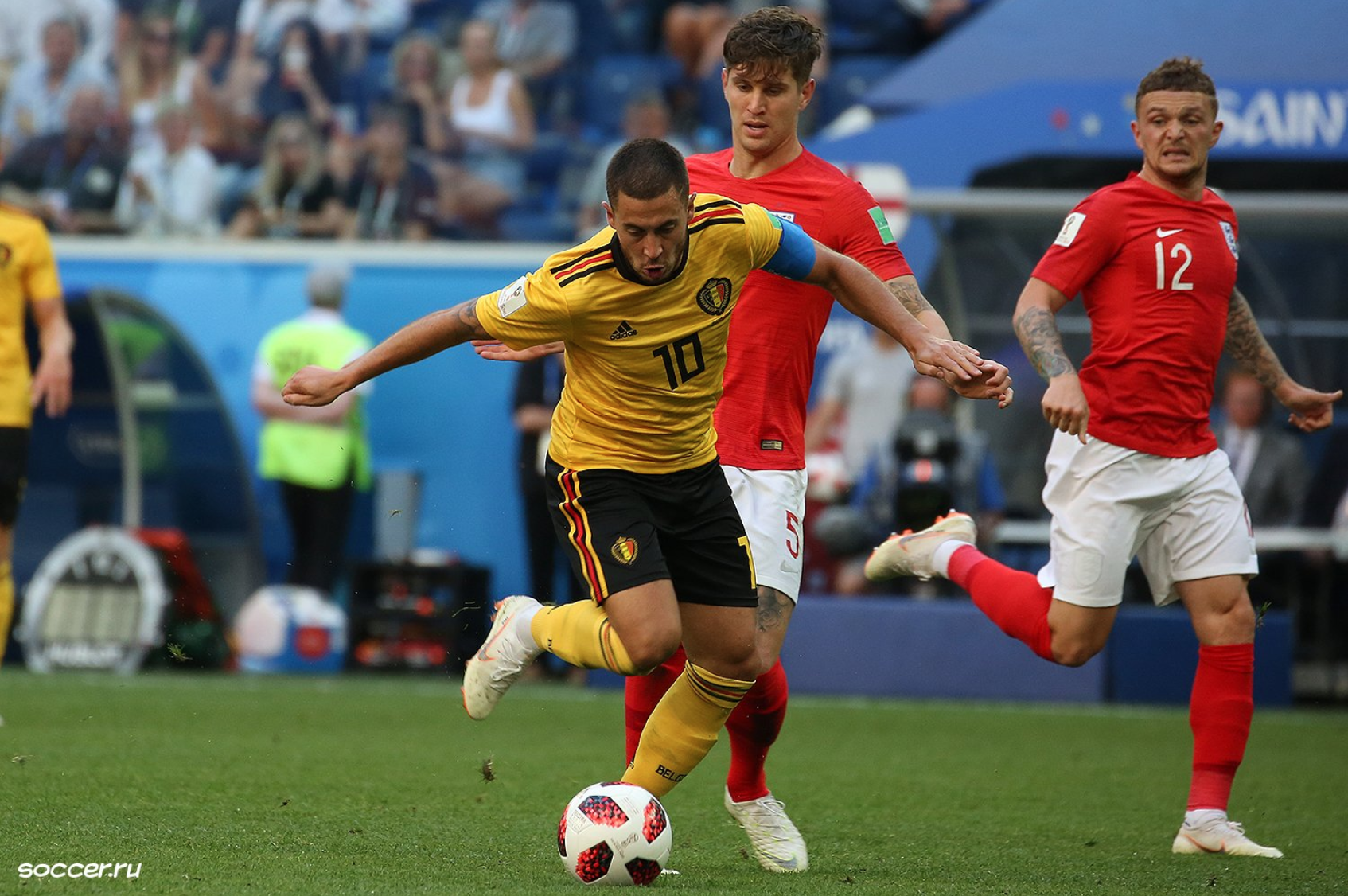
Hazard en action face à l'Angleterre lors de la petite finale remportée par la Belgique.

En quarts de finale, ils battent le Brésil (2-1) et rejoignent le dernier carré de la compétition. Eden Hazard réalise sans aucun doute son plus grand match en sélection. Sur chaque prise de balle, il élimine ses opposants avec une facilité déconcertante, ce qui pousse les Brésiliens à le faucher à de multiples reprises lors de la seconde mi-temps. Des consultants compareront ce match avec celui réalisé par Zinédine Zidane, idole de jeunesse d'Eden, face à ce même Brésil lors de la Coupe du Monde 2006[réf. nécessaire].
En demi-finale, la France s'impose 1-0 sur un but de Samuel Umtiti. Eden Hazard réalise malgré tout un bon match, mettant en difficulté son vis-à-vis, Benjamin Pavard, en difficulté sur chaque touche de balle. Alors qu'à l'instar de Thibaut Courtois, plusieurs joueurs de l'équipe de Belgique critiquent vertement l'équipe de France, Eden Hazard se montre bon joueur, et souhaite aux Français de gagner la finale.
Lors de la petite finale pour la troisième place, les Belges retrouvent l'Angleterre et l'emportent à nouveau (2-0). Hazard marque le deuxième but sur une passe de Kevin De Bruyne. Les Diables Rouges réalisent la meilleure performance de leur histoire en coupe du monde.
Après un mondial étincelant, Eden Hazard est désigné deuxième meilleur joueur de la compétition, derrière Luka Modrić. Il totalise trois buts et deux passes décisives.

##### Euro 2020
Eden Hazard est évidemment de la partie pour participer à l'Euro 2020 avec les Diables Rouges et porte le brassard de capitaine pour ce tournoi. Manquant de rythme à la suite de multiples blessures lui ayant coûté sa place de titulaire au Real Madrid, il entre en jeu à la 72e minute lors du premier match des phases de poule face à la Russie, remporté 3-0 par les Diables. Il rentre également en jeu lors du second match contre le Danemark, qui tient jusque-là la Belgique en échec, et offre une passe décisive à Kevin De Bruyne pour le but de la victoire. Il est titulaire avec le brassard de capitaine pour le troisième et dernier match des phases de poule contre la Finlande, remporté 2-0.
En huitièmes de finale, la Belgique rencontre le Portugal. Cette belle affiche est un choc entre deux des favoris pour aller jusqu'au bout de cet Euro. Eden Hazard multiplie, comme à son habitude, des courses avec le ballon qui mettent en danger l'adversaire mais est victime de nombreux contacts qui le poussent à demander un remplacement en fin de match. Il s'avère, après des examens médicaux, qu'il est incertain pour le match face à l'Italie. Il est forcé de rester assis dans les tribunes et regarde ses coéquipiers échouer sur le score de 2-1 face au futur vainqueur de la compétition.

##### Coupe du monde 2022
Malgré la diminution de son temps de jeu en club, Eden Hazard reste malgré tout titulaire dans l'équipe de Roberto Martínez. Bien qu'il ait moins d'impact sur le jeu car il manque de rythme en club, la montée en puissance de Romelu Lukaku, élu meilleur joueur d'Italie, lui permet de se reposer et à la Belgique d'aisément se qualifier pour la Coupe du monde 2022 au Qatar.
Le 10 novembre 2022, il est sélectionné par Roberto Martínez pour participer à la Coupe du monde 2022. La Belgique est éliminée en phase de groupes après une victoire face au Canada (1-0), une défaite face au Maroc (0-2) et un match nul contre la Croatie (0-0). Eden Hazard annonce prendre sa retraite internationale le 7 décembre 2022, quelques jours après l'élimination de la Belgique,.

## Statistiques

### En club
| Saison                | Club                  | Championnat           | Championnat | Championnat | Championnat | Coupe nationale | Coupe nationale | Coupe nationale | Coupe de la Ligue | Coupe de la Ligue | Coupe de la Ligue | Supercoupe | Supercoupe | Supercoupe | Compétition(s) continentale(s) | Compétition(s) continentale(s) | Compétition(s) continentale(s) | Compétition(s) continentale(s) | Autres compétitions | Autres compétitions | Autres compétitions | Autres compétitions | Total | Total | Total |
| Saison                | Club                  | Division              | M.          | B.          | P.d.        | M.              | B.              | P.d.            | M.                | B.                | P.d.              | M.         | B.         | P.d.       | Comp.                          | M.                             | B.                             | P.d.                           | Comp.               | M.                  | B.                  | P.d.                | M.    | B.    | P.d.  |
| 2007-2008             | LOSC Lille            | Ligue 1               | 4           | 0           | 0           | -               | -               | -               | -                 | -                 | -                 | -          | -          | -          | -                              | -                              | -                              | -                              | -                   | -                   | -                   | -                   | 4     | 0     | 0     |
| 2008-2009             | LOSC Lille            | Ligue 1               | 30          | 4           | 2           | 4               | 2               | 2               | 1                 | 0                 | 0                 | -          | -          | -          | -                              | -                              | -                              | -                              | -                   | -                   | -                   | -                   | 35    | 6     | 4     |
| 2009-2010             | LOSC Lille            | Ligue 1               | 37          | 5           | 10          | 1               | 0               | 0               | 2                 | 1                 | 0                 | -          | -          | -          | C3                             | 12                             | 4                              | 3                              | -                   | -                   | -                   | -                   | 52    | 10    | 13    |
| 2010-2011             | LOSC Lille            | Ligue 1               | 38          | 7           | 11          | 5               | 3               | 0               | 2                 | 2                 | 1                 | -          | -          | -          | C3                             | 9                              | 0                              | 2                              | -                   | -                   | -                   | -                   | 54    | 12    | 14    |
| 2011-2012             | LOSC Lille            | Ligue 1               | 38          | 20          | 18          | 3               | 1               | 0               | 1                 | 0                 | 1                 | 1          | 1          | 1          | C1                             | 6                              | 0                              | 2                              | -                   | -                   | -                   | -                   | 49    | 22    | 22    |
| Sous-total            | Sous-total            | Sous-total            | 147         | 36          | 41          | 13              | 6               | 2               | 6                 | 3                 | 2                 | 1          | 1          | 1          | -                              | 27                             | 4                              | 7                              | -                   | -                   | -                   | -                   | 194   | 50    | 53    |
| 2012-2013             | Chelsea FC            | Premier League        | 33          | 9           | 14          | 6               | 1               | 2               | 5                 | 2                 | 2                 | 1          | 0          | 0          | C1+C3                          | 6+7                            | 0+1                            | 3+2                            | SCU+CMC             | 1+2                 | 0+0                 | 0+1                 | 61    | 13    | 24    |
| 2013-2014             | Chelsea FC            | Premier League        | 35          | 14          | 9           | 3               | 0               | 1               | 1                 | 0                 | 0                 | -          | -          | -          | C1                             | 9                              | 2                              | 0                              | SCU                 | 1                   | 1                   | 0                   | 49    | 17    | 10    |
| 2014-2015             | Chelsea FC            | Premier League        | 38          | 14          | 10          | 1               | 0               | 0               | 6                 | 2                 | 0                 | -          | -          | -          | C1                             | 7                              | 3                              | 3                              | -                   | -                   | -                   | -                   | 52    | 19    | 13    |
| 2015-2016             | Chelsea FC            | Premier League        | 31          | 4           | 4           | 2               | 2               | 3               | 1                 | 0                 | 0                 | 1          | 0          | 0          | C1                             | 8                              | 0                              | 1                              | -                   | -                   | -                   | -                   | 43    | 6     | 8     |
| 2016-2017             | Chelsea FC            | Premier League        | 36          | 16          | 5           | 4               | 1               | 1               | 3                 | 0                 | 1                 | -          | -          | -          | -                              | -                              | -                              | -                              | -                   | -                   | -                   | -                   | 43    | 17    | 7     |
| 2017-2018             | Chelsea FC            | Premier League        | 34          | 12          | 4           | 5               | 1               | 2               | 4                 | 1                 | 3                 | -          | -          | -          | C1                             | 8                              | 3                              | 4                              | -                   | -                   | -                   | -                   | 51    | 17    | 13    |
| 2018-2019             | Chelsea FC            | Premier League        | 37          | 16          | 15          | 2               | 0               | 0               | 5                 | 3                 | 0                 | -          | -          | -          | C3                             | 8                              | 2                              | 2                              | -                   | -                   | -                   | -                   | 52    | 21    | 17    |
| Sous-total            | Sous-total            | Sous-total            | 244         | 85          | 54          | 23              | 5               | 9               | 25                | 8                 | 6                 | 2          | 0          | 0          | -                              | 53                             | 11                             | 15                             | -                   | 4                   | 1                   | 1                   | 351   | 110   | 85    |
| 2019-2020             | Real Madrid           | Liga                  | 16          | 1           | 6           | -               | -               | -               | -                 | -                 | -                 | -          | -          | -          | C1                             | 6                              | 0                              | 1                              | -                   | -                   | -                   | -                   | 22    | 1     | 7     |
| 2020-2021             | Real Madrid           | Liga                  | 14          | 3           | 1           | 1               | 0               | 0               | -                 | -                 | -                 | 1          | 0          | 0          | C1                             | 5                              | 1                              | 0                              | -                   | -                   | -                   | -                   | 21    | 4     | 1     |
| 2021-2022             | Real Madrid           | Liga                  | 18          | 0           | 1           | 2               | 1               | 1               | -                 | -                 | -                 | 0          | 0          | 0          | C1                             | 3                              | 0                              | 0                              | -                   | -                   | -                   | -                   | 23    | 1     | 2     |
| 2022-2023             | Real Madrid           | Liga                  | 6           | 0           | 1           | 1               | 0               | 0               | -                 | -                 | -                 | 0          | 0          | 0          | C1                             | 3                              | 1                              | 1                              | SCU                 | 0                   | 0                   | 0                   | 10    | 1     | 2     |
| Sous-total            | Sous-total            | Sous-total            | 54          | 4           | 9           | 4               | 1               | 1               | -                 | -                 | -                 | 1          | 0          | 0          | -                              | 17                             | 2                              | 2                              | -                   | 0                   | 0                   | 0                   | 76    | 7     | 12    |
| Total sur la carrière | Total sur la carrière | Total sur la carrière | 445         | 125         | 104         | 40              | 12              | 12              | 31                | 11                | 8                 | 4          | 1          | 1          | -                              | 97                             | 17                             | 24                             | -                   | 4                   | 1                   | 1                   | 621   | 167   | 150   |

### En sélections nationales
| Saison                | Sélection             | Phases finales         | Phases finales | Phases finales | Phases finales | Éliminatoires CDM | Éliminatoires CDM | Éliminatoires CDM | Éliminatoires EURO | Éliminatoires EURO | Éliminatoires EURO | Ligue des Nations | Ligue des Nations | Ligue des Nations | Matchs amicaux | Matchs amicaux | Matchs amicaux | Total | Total | Total |
| Saison                | Sélection             | Compétition            | M              | B              | Pd             | M                 | B                 | Pd                | M                  | B                  | Pd                 | M                 | B                 | Pd                | M              | B              | Pd             | M     | B     | Pd    |
| --------------------- | --------------------- | ---------------------- | -------------- | -------------- | -------------- | ----------------- | ----------------- | ----------------- | ------------------ | ------------------ | ------------------ | ----------------- | ----------------- | ----------------- | -------------- | -------------- | -------------- | ----- | ----- | ----- |
| 2008-2009             | Belgique              | -                      | -              | -              | -              | 2                 | 0                 | 0                 | -                  | -                  | -                  | -                 | -                 | -                 | 2              | 0              | 0              | 4     | 0     | 0     |
| 2009-2010             | Belgique              | -                      | -              | -              | -              | 3                 | 0                 | 0                 | -                  | -                  | -                  | -                 | -                 | -                 | 5              | 0              | 4              | 8     | 0     | 4     |
| 2010-2011             | Belgique              | -                      | -              | -              | -              | -                 | -                 | -                 | 5                  | 0                  | 2                  | -                 | -                 | -                 | 3              | 0              | 1              | 8     | 0     | 3     |
| 2011-2012             | Belgique              | -                      | -              | -              | -              | -                 | -                 | -                 | 3                  | 1                  | 1                  | -                 | -                 | -                 | 5              | 1              | 0              | 8     | 2     | 1     |
| 2012-2013             | Belgique              | -                      | -              | -              | -              | 7                 | 2                 | 1                 | -                  | -                  | -                  | -                 | -                 | -                 | 2              | 1              | 0              | 9     | 3     | 1     |
| 2013-2014             | Belgique              | Coupe du monde 2014    | 5              | 0              | 2              | 2                 | 0                 | 0                 | -                  | -                  | -                  | -                 | -                 | -                 | 7              | 1              | 0              | 14    | 1     | 2     |
| 2014-2015             | Belgique              | -                      | -              | -              | -              | -                 | -                 | -                 | 5                  | 1                  | 1                  | -                 | -                 | -                 | 2              | 1              | 0              | 7     | 2     | 1     |
| 2015-2016             | Belgique              | Euro 2016              | 5              | 1              | 4              | -                 | -                 | -                 | 4                  | 4                  | 0                  | -                 | -                 | -                 | 4              | 1              | 0              | 13    | 6     | 4     |
| 2016-2017             | Belgique              | -                      | -              | -              | -              | 4                 | 3                 | 3                 | -                  | -                  | -                  | -                 | -                 | -                 | 2              | 0              | 0              | 6     | 3     | 3     |
| 2017-2018             | Belgique              | Coupe du monde 2018    | 6              | 3              | 2              | 4                 | 3                 | 2                 | -                  | -                  | -                  | -                 | -                 | -                 | 5              | 2              | 2              | 15    | 8     | 6     |
| 2018-2019             | Belgique              | -                      | -              | -              | -              | -                 | -                 | -                 | 4                  | 3                  | 2                  | 4                 | 1                 | 0                 | 2              | 1              | 1              | 10    | 5     | 3     |
| 2019-2020             | Belgique              | -                      | -              | -              | -              | -                 | -                 | -                 | 4                  | 2                  | 5                  | -                 | -                 | -                 | -              | -              | -              | 4     | 2     | 5     |
| 2020-2021             | Belgique              | Euro 2020              | 4              | 0              | 1              | -                 | -                 | -                 | -                  | -                  | -                  | -                 | -                 | -                 | 1              | 0              | 0              | 5     | 0     | 1     |
| 2021-2022             | Belgique              | Ligue des nations 2021 | 1              | 0              | 0              | 4                 | 1                 | 1                 | -                  | -                  | -                  | 4                 | 0                 | 1                 | -              | -              | -              | 9     | 1     | 2     |
| 2022-2023             | Belgique              | Coupe du monde 2022    | 3              | 0              | 0              | -                 | -                 | -                 | -                  | -                  | -                  | 2                 | 0                 | 0                 | 1              | 0              | 0              | 6     | 0     | 0     |
| Total sur la carrière | Total sur la carrière | Total sur la carrière  | 24             | 4              | 9              | 26                | 9                 | 7                 | 25                 | 11                 | 11                 | 10                | 1                 | 1                 | 41             | 8              | 8              | 126   | 33    | 36    |

### Matchs internationaux
| Matchs internationaux d'Eden Hazard, | Matchs internationaux d'Eden Hazard, | Matchs internationaux d'Eden Hazard,                        | Matchs internationaux d'Eden Hazard, | Matchs internationaux d'Eden Hazard, | Matchs internationaux d'Eden Hazard,    | Matchs internationaux d'Eden Hazard, | Matchs internationaux d'Eden Hazard,                                                   |
| #                                    | Date                                 | Lieu                                                        | Adversaire                           | Résultat                             | Compétition                             | Club                                 | Notes                                                                                  |
| ------------------------------------ | ------------------------------------ | ----------------------------------------------------------- | ------------------------------------ | ------------------------------------ | --------------------------------------- | ------------------------------------ | -------------------------------------------------------------------------------------- |
| 1                                    | 19 novembre 2008                     | Stade Josy-Barthel, Luxembourg, Luxembourg                  | Luxembourg                           | N 1 - 1                              | Match amical                            | LOSC Lille                           | Entre en jeu à la place de Wesley Sonck à la 67e minute de jeu.                        |
| 2                                    | 11 février 2009                      | Cristal Arena, Genk, Belgique                               | Slovénie                             | V 2 - 0                              | Match amical                            | LOSC Lille                           | Entre en jeu à la place de Steven Defour à la 59e minute de jeu.                       |
| 3                                    | 28 mars 2009                         | Cristal Arena, Genk, Belgique                               | Bosnie-Herzégovine                   | D 2 - 4                              | Éliminatoires de la Coupe du monde 2010 | LOSC Lille                           | Entre en jeu à la place de Igor de Camargo à la 46e minute de jeu.                     |
| 4                                    | 1er avril 2009                       | Stade Bilino-Polje, Zenica, Bosnie-Herzégovine              | Bosnie-Herzégovine                   | D 1 - 2                              | Éliminatoires de la Coupe du monde 2010 | LOSC Lille                           | Entre en jeu à la place de Kevin Mirallas à la 73e minute de jeu.                      |
| 5                                    | 12 août 2009                         | Na Stínadlech, Teplice, Tchéquie                            | Tchéquie                             | D 1 - 3                              | Match amical                            | LOSC Lille                           | Titulaire, remplacé par Kevin Mirallas à la 68e minute de jeu.                         |
| 6                                    | 5 septembre 2009                     | Stade de Riazor, La Corogne, Espagne                        | Espagne                              | D 1 - 3                              | Éliminatoires de la Coupe du monde 2010 | LOSC Lille                           | Titulaire, remplacé par Kevin Mirallas à la 58e minute de jeu.                         |
| 7                                    | 9 septembre 2009                     | Stade Républicain Vazgen-Sargsian, Erevan, Arménie          | Arménie                              | D 1 - 2                              | Éliminatoires de la Coupe du monde 2010 | LOSC Lille                           | Entre en jeu à la place de Kevin Mirallas à la 71e minute de jeu.                      |
| 8                                    | 10 octobre 2009                      | Stade Roi Baudouin, Bruxelles, Belgique                     | Turquie                              | V 2 - 0                              | Éliminatoires de la Coupe du monde 2010 | LOSC Lille                           | Entre en jeu à la place de Kevin Mirallas à la 74e minute de jeu.                      |
| 9                                    | 14 novembre 2009                     | Stade Jules-Otten, Gand, Belgique                           | Hongrie                              | V 3 - 0                              | Match amical                            | LOSC Lille                           | Titulaire.                                                                             |
| 10                                   | 17 novembre 2009                     | Stade Louis-Dugauguez, Sedan, France                        | Qatar                                | V 2 - 0                              | Match amical                            | LOSC Lille                           | Titulaire, remplacé par Roland Lamah à la 70e minute de jeu.                           |
| 11                                   | 3 mars 2010                          | Stade Roi Baudouin, Bruxelles, Belgique                     | Croatie                              | D 0 - 1                              | Match amical                            | LOSC Lille                           | Titulaire, remplacé par Thomas Buffel à la 75e minute de jeu.                          |
| 12                                   | 19 mai 2010                          | Stade Roi Baudouin, Bruxelles, Belgique                     | Bulgarie                             | V 2 - 1                              | Match amical                            | LOSC Lille                           | Titulaire.                                                                             |
| 13                                   | 11 août 2010                         | Veritas Stadion, Turku, Finlande                            | Finlande                             | D 0 - 1                              | Match amical                            | LOSC Lille                           | Titulaire.                                                                             |
| 14                                   | 3 septembre 2010                     | Stade Roi Baudouin, Bruxelles, Belgique                     | Allemagne                            | D 0 - 1                              | Éliminatoires de l'Euro 2012            | LOSC Lille                           | Titulaire, remplacé par Steven Defour à la 73e minute de jeu.                          |
| 15                                   | 7 septembre 2010                     | Stade Şükrü Saracoğlu, Istanbul, Turquie                    | Turquie                              | D 2 - 3                              | Éliminatoires de l'Euro 2012            | LOSC Lille                           | Entre en jeu à la place de Guillaume Gillet à la 82e minute de jeu.                    |
| 16                                   | 12 octobre 2010                      | Stade Roi Baudouin, Bruxelles, Belgique                     | Autriche                             | N 4 - 4                              | Éliminatoires de l'Euro 2012            | LOSC Lille                           | Entre en jeu à la place de Marouane Fellaini à la 81e minute de jeu.                   |
| 17                                   | 17 novembre 2010                     | Stade central (en), Voronej, Russie                         | Russie                               | V 2 - 0                              | Match amical                            | LOSC Lille                           | Titulaire, remplacé par Sébastien Pocognoli à la 91e minute de jeu.                    |
| 18                                   | 9 février 2011                       | Stade Jules-Otten, Gand, Belgique                           | Finlande                             | N 1 - 1                              | Match amical                            | LOSC Lille                           | Titulaire, remplacé par Yassine El Ghanassy à la 82e minute de jeu.                    |
| 19                                   | 29 mars 2011                         | Stade Roi Baudouin, Bruxelles, Belgique                     | Azerbaïdjan                          | V 4 - 1                              | Éliminatoires de l'Euro 2012            | LOSC Lille                           | Entre en jeu à la place de Mousa Dembélé à la 64e minute de jeu.                       |
| 20                                   | 3 juin 2011                          | Stade Roi Baudouin, Bruxelles, Belgique                     | Turquie                              | N 1 - 1                              | Éliminatoires de l'Euro 2012            | LOSC Lille                           | Titulaire, remplacé par Dries Mertens à la 60e minute de jeu.                          |
| 21                                   | 2 septembre 2011                     | Stade Tofiq-Béhramov, Bakou, Azerbaïdjan                    | Azerbaïdjan                          | N 1 - 1                              | Éliminatoires de l'Euro 2012            | LOSC Lille                           | Titulaire.                                                                             |
| 22                                   | 6 septembre 2011                     | Stade Roi Baudouin, Bruxelles, Belgique                     | États-Unis                           | V 1 - 0                              | Match amical                            | LOSC Lille                           | Titulaire, remplacé par Marvin Ogunjimi à la 63e minute de jeu.                        |
| 23                                   | 7 octobre 2011                       | Stade Roi Baudouin, Bruxelles, Belgique                     | Kazakhstan                           | V 4 - 1                              | Éliminatoires de l'Euro 2012            | LOSC Lille                           | Titulaire et buteur, remplacé par Vadis Odjidja Ofoe à la 63e minute de jeu.           |
| 24                                   | 11 octobre 2011                      | Esprit Arena, Düsseldorf, Allemagne                         | Allemagne                            | D 1 - 3                              | Éliminatoires de l'Euro 2012            | LOSC Lille                           | Titulaire.                                                                             |
| 25                                   | 15 novembre 2011                     | Stade de France, Saint-Denis, France                        | France                               | N 0 - 0                              | Match amical                            | LOSC Lille                           | Titulaire.                                                                             |
| 26                                   | 29 février 2012                      | Stade Pankritio, Héraklion, Grèce                           | Grèce                                | N 1 - 1                              | Match amical                            | LOSC Lille                           | Titulaire, remplacé par Romelu Lukaku à la 46e minute de jeu.                          |
| 27                                   | 25 mai 2012                          | Stade Roi Baudouin, Bruxelles, Belgique                     | Monténégro                           | N 2 - 2                              | Match amical                            | LOSC Lille                           | Titulaire et buteur.                                                                   |
| 28                                   | 2 juin 2012                          | Stade de Wembley, Londres, Angleterre                       | Angleterre                           | D 0 - 1                              | Match amical                            | LOSC Lille                           | Titulaire.                                                                             |
| 29                                   | 15 août 2012                         | Stade Roi Baudouin, Bruxelles, Belgique                     | Pays-Bas                             | V 4 - 2                              | Match amical                            | Chelsea FC                           | Titulaire, remplacé par Mousa Dembélé à la 58e minute de jeu.                          |
| 30                                   | 7 septembre 2012                     | Cardiff City Stadium, Cardiff, Pays de Galles               | Pays de Galles                       | V 2 - 0                              | Éliminatoires de la Coupe du monde 2014 | Chelsea FC                           | Titulaire.                                                                             |
| 31                                   | 11 septembre 2012                    | Stade Roi Baudouin, Bruxelles, Belgique                     | Croatie                              | N 1 - 1                              | Éliminatoires de la Coupe du monde 2014 | Chelsea FC                           | Titulaire.                                                                             |
| 32                                   | 12 octobre 2012                      | Stade de l'Étoile rouge, Belgrade, Serbie                   | Serbie                               | V 3 - 0                              | Éliminatoires de la Coupe du monde 2014 | Chelsea FC                           | Titulaire, remplacé par Dries Mertens à la 55e minute de jeu.                          |
| 33                                   | 16 octobre 2012                      | Stade Roi Baudouin, Bruxelles, Belgique                     | Écosse                               | V 2 - 0                              | Éliminatoires de la Coupe du monde 2014 | Chelsea FC                           | Entre en jeu à la place de Mousa Dembélé à la 46e minute de jeu.                       |
| 34                                   | 6 février 2013                       | Stade Jan-Breydel, Bruges, Belgique                         | Slovaquie                            | V 2 - 1                              | Match amical                            | Chelsea FC                           | Titulaire et buteur.                                                                   |
| 35                                   | 22 mars 2013                         | Stade national Philippe II, Skopje, ARY de Macédoine        | Macédoine                            | V 2 - 0                              | Éliminatoires de la Coupe du monde 2014 | Chelsea FC                           | Titulaire et buteur.                                                                   |
| 36                                   | 26 mars 2013                         | Stade Roi Baudouin, Bruxelles, Belgique                     | Macédoine                            | V 1 - 0                              | Éliminatoires de la Coupe du monde 2014 | Chelsea FC                           | Titulaire et buteur, remplacé par Marouane Fellaini à la 92e minute de jeu.            |
| 37                                   | 7 juin 2013                          | Stade Roi Baudouin, Bruxelles, Belgique                     | Serbie                               | V 2 - 1                              | Éliminatoires de la Coupe du monde 2014 | Chelsea FC                           | Entre en jeu à la place de Kevin Mirallas à la 64e minute de jeu.                      |
| 38                                   | 14 août 2013                         | Stade Roi Baudouin, Bruxelles, Belgique                     | France                               | N 0 - 0                              | Match amical                            | Chelsea FC                           | Titulaire, remplacé par Dries Mertens à la 74e minute de jeu.                          |
| 39                                   | 11 octobre 2013                      | Stade Maksimir, Zagreb, Croatie                             | Croatie                              | V 2 - 1                              | Éliminatoires de la Coupe du monde 2014 | Chelsea FC                           | Titulaire.                                                                             |
| 40                                   | 15 octobre 2013                      | Stade Roi Baudouin, Bruxelles, Belgique                     | Pays de Galles                       | N 1 - 1                              | Éliminatoires de la Coupe du monde 2014 | Chelsea FC                           | Entre en jeu à la place de Nacer Chadli à la 58e minute de jeu.                        |
| 41                                   | 14 novembre 2013                     | Stade Roi Baudouin, Bruxelles, Belgique                     | Colombie                             | D 0 - 2                              | Match amical                            | Chelsea FC                           | Titulaire, remplacé par Dries Mertens à la 65e minute de jeu.                          |
| 42                                   | 19 novembre 2013                     | Stade Roi Baudouin, Bruxelles, Belgique                     | Japon                                | D 2 - 3                              | Match amical                            | Chelsea FC                           | Titulaire, remplacé par Marouane Fellaini à la 46e minute de jeu.                      |
| 43                                   | 5 mars 2014                          | Stade Roi Baudouin, Bruxelles, Belgique                     | Côte d'Ivoire                        | N 2 - 2                              | Match amical                            | Chelsea FC                           | Entre en jeu à la place de Kevin Mirallas à la 63e minute de jeu.                      |
| 44                                   | 26 mai 2014                          | Cristal Arena, Genk, Belgique                               | Luxembourg                           | V 5 - 1                              | Match amical                            | Chelsea FC                           | Titulaire, remplacé par Adnan Januzaj à la 46e minute de jeu.                          |
| 45                                   | 1er juin 2014                        | Friends Arena, Solna, Suède                                 | Suède                                | V 2 - 0                              | Match amical                            | Chelsea FC                           | Titulaire et buteur, remplacé par Marouane Fellaini à la 79e minute de jeu.            |
| 46                                   | 7 juin 2014                          | Stade Roi Baudouin, Bruxelles, Belgique                     | Tunisie                              | V 1 - 0                              | Match amical                            | Chelsea FC                           | Titulaire, remplacé par Adnan Januzaj à la 74e minute de jeu.                          |
| 47                                   | 17 juin 2014                         | Mineirão, Belo Horizonte, Brésil                            | Algérie                              | V 2 - 1                              | Coupe du monde 2014                     | Chelsea FC                           | Titulaire.                                                                             |
| 48                                   | 22 juin 2014                         | Stade Maracanã, Rio de Janeiro, Brésil                      | Russie                               | V 1 - 0                              | Coupe du monde 2014                     | Chelsea FC                           | Titulaire.                                                                             |
| 49                                   | 26 juin 2014                         | Arena Corinthians, São Paulo, Brésil                        | Corée du Sud                         | V 1 - 0                              | Coupe du monde 2014                     | Chelsea FC                           | Entre en jeu à la place de Kevin Mirallas à la 88e minute de jeu.                      |
| 50                                   | 1er juillet 2014                     | Itaipava Arena Fonte Nova, Salvador de Bahia, Brésil        | États-Unis                           | V 2 - 1 a.p.                         | Coupe du monde 2014                     | Chelsea FC                           | Titulaire, remplacé par Nacer Chadli à la 111e minute de jeu.                          |
| 51                                   | 5 juillet 2014                       | Stade national de Brasilia Mané Garrincha, Brasilia, Brésil | Argentine                            | D 0 - 1                              | Coupe du monde 2014                     | Chelsea FC                           | Titulaire, remplacé par Nacer Chadli à la 75e minute de jeu.                           |
| 52                                   | 13 octobre 2014                      | Stade Bilino-Polje, Zenica, Bosnie-Herzégovine              | Bosnie-Herzégovine                   | N 1 - 1                              | Éliminatoires de l'Euro 2016            | Chelsea FC                           | Titulaire.                                                                             |
| 53                                   | 12 novembre 2014                     | Stade Roi Baudouin, Bruxelles, Belgique                     | Islande                              | V 3 - 1                              | Match amical                            | Chelsea FC                           | Titulaire, remplacé par Romelu Lukaku à la 46e minute de jeu.                          |
| 54                                   | 16 novembre 2014                     | Stade Roi Baudouin, Bruxelles, Belgique                     | Pays de Galles                       | N 0 - 0                              | Éliminatoires de l'Euro 2016            | Chelsea FC                           | Titulaire.                                                                             |
| 55                                   | 28 mars 2015                         | Stade Roi Baudouin, Bruxelles, Belgique                     | Chypre                               | V 5 - 0                              | Éliminatoires de l'Euro 2016            | Chelsea FC                           | Titulaire et buteur, remplacé par Dries Mertens à la 69e minute de jeu.                |
| 56                                   | 31 mars 2015                         | Stade Teddy, Jérusalem, Israël                              | Israël                               | V 1 - 0                              | Éliminatoires de l'Euro 2016            | Chelsea FC                           | Titulaire, remplacé par Nacer Chadli à la 63e minute de jeu.                           |
| 57                                   | 7 juin 2015                          | Stade de France, Saint-Denis, France                        | France                               | V 4 - 3                              | Match amical                            | Chelsea FC                           | Titulaire, capitaine et buteur.                                                        |
| 58                                   | 12 juin 2015                         | Cardiff City Stadium, Cardiff, Pays de Galles               | Pays de Galles                       | D 0 - 1                              | Éliminatoires de l'Euro 2016            | Chelsea FC                           | Titulaire et capitaine.                                                                |
| 59                                   | 3 septembre 2015                     | Stade Roi Baudouin, Bruxelles, Belgique                     | Bosnie-Herzégovine                   | V 3 - 1                              | Éliminatoires de l'Euro 2016            | Chelsea FC                           | Titulaire et buteur.                                                                   |
| 60                                   | 6 septembre 2015                     | Stade GSP, Nicosie, Chypre                                  | Chypre                               | V 1 - 0                              | Éliminatoires de l'Euro 2016            | Chelsea FC                           | Titulaire et buteur.                                                                   |
| 61                                   | 10 octobre 2015                      | Estadi Nacional, Andorre-la-Vieille, Andorre                | Andorre                              | V 4 - 1                              | Éliminatoires de l'Euro 2016            | Chelsea FC                           | Titulaire, capitaine et buteur, remplacé par Zakaria Bakkali à la 79e minute de jeu.   |
| 62                                   | 13 octobre 2015                      | Stade Roi Baudouin, Bruxelles, Belgique                     | Israël                               | V 3 - 1                              | Éliminatoires de l'Euro 2016            | Chelsea FC                           | Titulaire et buteur.                                                                   |
| 63                                   | 13 novembre 2015                     | Stade Roi Baudouin, Bruxelles, Belgique                     | Italie                               | V 3 - 1                              | Match amical                            | Chelsea FC                           | Titulaire et capitaine.                                                                |
| 64                                   | 28 mai 2016                          | Stade de Genève, Carouge, Suisse                            | Suisse                               | V 2 - 1                              | Match amical                            | Chelsea FC                           | Titulaire et capitaine.                                                                |
| 65                                   | 1er juin 2016                        | Stade Roi Baudouin, Bruxelles, Belgique                     | Finlande                             | N 1 - 1                              | Match amical                            | Chelsea FC                           | Titulaire et capitaine.                                                                |
| 66                                   | 5 juin 2016                          | Stade Roi Baudouin, Bruxelles, Belgique                     | Norvège                              | V 3 - 2                              | Match amical                            | Chelsea FC                           | Titulaire, capitaine et buteur, remplacé par Mousa Dembélé à la 84e minute de jeu.     |
| 67                                   | 13 juin 2016                         | Parc Olympique lyonnais, Décines-Charpieu, France           | Italie                               | D 0 - 2                              | Euro 2016                               | Chelsea FC                           | Titulaire et capitaine.                                                                |
| 68                                   | 18 juin 2016                         | Matmut Atlantique, Bordeaux, France                         | République d'Irlande                 | V 3 - 0                              | Euro 2016                               | Chelsea FC                           | Titulaire et capitaine.                                                                |
| 69                                   | 22 juin 2016                         | Allianz Riviera, Nice, France                               | Suède                                | V 1 - 0                              | Euro 2016                               | Chelsea FC                           | Titulaire et capitaine, remplacé par Divock Origi à la 93e minute de jeu.              |
| 70                                   | 26 juin 2016                         | Stadium de Toulouse, Toulouse, France                       | Hongrie                              | V 4 - 0                              | Euro 2016                               | Chelsea FC                           | Titulaire, capitaine et buteur, remplacé par Marouane Fellaini à la 81e minute de jeu. |
| 71                                   | 1er juillet 2016                     | Stade Pierre-Mauroy, Villeneuve-d'Ascq, France              | Pays de Galles                       | D 1 - 3                              | Euro 2016                               | Chelsea FC                           | Titulaire et capitaine.                                                                |
| 72                                   | 1er septembre 2016                   | Stade Roi Baudouin, Bruxelles, Belgique                     | Espagne                              | D 0 - 2                              | Match amical                            | Chelsea FC                           | Titulaire et capitaine.                                                                |
| 73                                   | 6 septembre 2016                     | Stade GSP, Nicosie, Chypre                                  | Chypre                               | V 3 - 0                              | Éliminatoires de la Coupe du monde 2018 | Chelsea FC                           | Titulaire et capitaine.                                                                |
| 74                                   | 7 octobre 2016                       | Stade Roi Baudouin, Bruxelles, Belgique                     | Bosnie-Herzégovine                   | V 4 - 0                              | Éliminatoires de la Coupe du monde 2018 | Chelsea FC                           | Titulaire, capitaine et buteur, remplacé par Kevin Mirallas à la 87e minute de jeu.    |
| 75                                   | 10 octobre 2016                      | Stade de l'Algarve, Faro, Portugal                          | Gibraltar                            | V 6 - 0                              | Éliminatoires de la Coupe du monde 2018 | Chelsea FC                           | Titulaire, capitaine et buteur.                                                        |
| 76                                   | 9 novembre 2016                      | Amsterdam Arena, Amsterdam, Pays-Bas                        | Pays-Bas                             | N 1 - 1                              | Match amical                            | Chelsea FC                           | Titulaire et capitaine.                                                                |
| 77                                   | 13 novembre 2016                     | Stade Roi Baudouin, Bruxelles, Belgique                     | Estonie                              | V 8 - 1                              | Éliminatoires de la Coupe du monde 2018 | Chelsea FC                           | Titulaire, capitaine et buteur, remplacé par Kevin Mirallas à la 73e minute de jeu.    |
| 78                                   | 31 août 2017                         | Stade Maurice-Dufrasne, Liège, Belgique                     | Gibraltar                            | V 9 - 0                              | Éliminatoires de la Coupe du monde 2018 | Chelsea FC                           | Titulaire, capitaine et buteur, remplacé par Thorgan Hazard à la 77e minute de jeu.    |
| 79                                   | 3 septembre 2017                     | Stade Karaïskakis, Le Pirée, Grèce                          | Grèce                                | V 2 - 1                              | Éliminatoires de la Coupe du monde 2018 | Chelsea FC                           | Entre en jeu à la place de Mousa Dembélé à la 74e minute de jeu.                       |
| 80                                   | 7 octobre 2017                       | Stade Grbavica, Sarajevo, Bosnie-Herzégovine                | Bosnie-Herzégovine                   | V 4 - 3                              | Éliminatoires de la Coupe du monde 2018 | Chelsea FC                           | Titulaire et capitaine.                                                                |
| 81                                   | 10 octobre 2017                      | Stade Roi Baudouin, Bruxelles, Belgique                     | Chypre                               | V 4 - 0                              | Éliminatoires de la Coupe du monde 2018 | Chelsea FC                           | Titulaire et buteur, remplacé par Kevin De Bruyne à la 77e minute de jeu.              |
| 82                                   | 10 novembre 2017                     | Stade Roi Baudouin, Bruxelles, Belgique                     | Mexique                              | N 3 - 3                              | Match amical                            | Chelsea FC                           | Titulaire, capitaine et buteur, remplacé par Thorgan Hazard à la 85e minute de jeu.    |
| 83                                   | 27 mars 2018                         | Stade Roi Baudouin, Bruxelles, Belgique                     | Arabie saoudite                      | V 4 - 0                              | Match amical                            | Chelsea FC                           | Titulaire et capitaine, remplacé par Michy Batshuayi à la 59e minute de jeu.           |
| 84                                   | 2 juin 2018                          | Stade Roi Baudouin, Bruxelles, Belgique                     | Portugal                             | N 0 - 0                              | Match amical                            | Chelsea FC                           | Titulaire et capitaine, remplacé par Thorgan Hazard à la 80e minute de jeu.            |
| 85                                   | 6 juin 2018                          | Stade Roi Baudouin, Bruxelles, Belgique                     | Égypte                               | V 3 - 0                              | Match amical                            | Chelsea FC                           | Titulaire, capitaine et buteur, remplacé par Adnan Januzaj à la 46e minute de jeu.     |
| 86                                   | 11 juin 2018                         | Stade Roi Baudouin, Bruxelles, Belgique                     | Costa Rica                           | V 4 - 1                              | Match amical                            | Chelsea FC                           | Titulaire et capitaine, remplacé par Mousa Dembélé à la 70e minute de jeu.             |
| 87                                   | 18 juin 2018                         | Stade olympique Ficht, Sotchi, Russie                       | Panama                               | V 3 - 0                              | Coupe du monde 2018                     | Chelsea FC                           | Titulaire et capitaine.                                                                |
| 88                                   | 23 juin 2018                         | Otkrytie Arena, Moscou, Russie                              | Tunisie                              | V 5 - 2                              | Coupe du monde 2018                     | Chelsea FC                           | Titulaire, capitaine et buteur, remplacé par Michy Batshuayi à la 68e minute de jeu.   |
| 89                                   | 2 juillet 2018                       | Rostov Arena, Rostov-sur-le-Don, Russie                     | Japon                                | V 3 - 2                              | Coupe du monde 2018                     | Chelsea FC                           | Titulaire et capitaine.                                                                |
| 90                                   | 6 juillet 2018                       | Kazan Arena, Kazan, Russie                                  | Brésil                               | V 2 - 1                              | Coupe du monde 2018                     | Chelsea FC                           | Titulaire et capitaine.                                                                |
| 91                                   | 10 juillet 2018                      | Zenit Arena, Saint-Pétersbourg, Russie                      | France                               | D 0 - 1                              | Coupe du monde 2018                     | Chelsea FC                           | Titulaire et capitaine, écope d'un carton jaune à la 63e minute de jeu.                |
| 92                                   | 14 juillet 2018                      | Zenit Arena, Saint-Pétersbourg, Russie                      | Angleterre                           | V 2 - 0                              | Coupe du monde 2018                     | Chelsea FC                           | Titulaire, capitaine et buteur.                                                        |
| 93                                   | 7 septembre 2018                     | Hampden Park, Glasgow, Écosse                               | Écosse                               | V 4 - 0                              | Match amical                            | Chelsea FC                           | Titulaire, capitaine et buteur, remplacé par Hans Vanaken à la 55e minute de jeu.      |
| 94                                   | 11 septembre 2018                    | Laugardalsvöllur, Reykjavik, Islande                        | Islande                              | V 3 - 0                              | Ligue des nations 2018-2019             | Chelsea FC                           | Titulaire, capitaine et buteur, remplacé par Thorgan Hazard à la 89e minute de jeu.    |
| 95                                   | 12 octobre 2018                      | Stade Roi Baudouin, Bruxelles, Belgique                     | Suisse                               | V 2 - 1                              | Ligue des nations 2018-2019             | Chelsea FC                           | Titulaire et capitaine.                                                                |
| 96                                   | 16 octobre 2018                      | Stade Roi Baudouin, Bruxelles, Belgique                     | Pays-Bas                             | N 1 - 1                              | Match amical                            | Chelsea FC                           | Titulaire et capitaine, remplacé par Thorgan Hazard à la 46e minute de jeu.            |
| 97                                   | 15 novembre 2018                     | Stade Roi Baudouin, Laeken, Belgique                        | Islande                              | V 2 - 0                              | Ligue des nations 2018-2019             | Chelsea FC                           | Titulaire et capitaine, remplacé par Hans Vanaken à la 75e minute de jeu.              |
| 98                                   | 18 novembre 2018                     | Luzern Arena, Lucerne, Suisse                               | Suisse                               | D 2 - 5                              | Ligue des nations 2018-2019             | Chelsea FC                           | Titulaire et capitaine.                                                                |
| 99                                   | 21 mars 2019                         | Stade Roi Baudouin, Bruxelles, Belgique                     | Russie                               | V 3 - 1                              | Éliminatoires de l'Euro 2020            | Chelsea FC                           | Titulaire, capitaine et buteur.                                                        |
| 100                                  | 24 mars 2019                         | Stade GSP, Nicosie, Chypre                                  | Chypre                               | V 2 - 0                              | Éliminatoires de l'Euro 2020            | Chelsea FC                           | Titulaire, capitaine et buteur.                                                        |
| 101                                  | 8 juin 2019                          | Stade Roi Baudouin, Bruxelles, Belgique                     | Kazakhstan                           | V 3 - 0                              | Éliminatoires de l'Euro 2020            | Chelsea FC                           | Titulaire et capitaine.                                                                |
| 102                                  | 11 juin 2019                         | Stade Roi Baudouin, Bruxelles, Belgique                     | Écosse                               | V 3 - 0                              | Éliminatoires de l'Euro 2020            | Chelsea FC                           | Titulaire et capitaine.                                                                |
| 103                                  | 10 octobre 2019                      | Stade Roi Baudouin, Bruxelles, Belgique                     | Saint-Marin                          | V 9 - 0                              | Éliminatoires de l'Euro 2020            | Real Madrid                          | Titulaire et capitaine, remplacé par Yannick Carrasco à la 63e minute de jeu.          |
| 104                                  | 13 octobre 2019                      | Astana Arena, Noursoultan, Kazakhstan                       | Kazakhstan                           | V 2 - 0                              | Éliminatoires de l'Euro 2020            | Real Madrid                          | Titulaire et capitaine.                                                                |
| 105                                  | 16 novembre 2019                     | Gazprom Arena, Saint-Pétersbourg, Russie                    | Russie                               | V 4 - 1                              | Éliminatoires de l'Euro 2020            | Real Madrid                          | Titulaire, capitaine et buteur.                                                        |
| 106                                  | 19 novembre 2019                     | Stade Roi Baudouin, Bruxelles, Belgique                     | Chypre                               | V 6 - 1                              | Éliminatoires de l'Euro 2020            | Real Madrid                          | Titulaire et capitaine, remplacé par Yari Verschaeren à la 64e minute de jeu.          |
| 107                                  | 6 juin 2021                          | Stade Roi Baudouin, Bruxelles, Belgique                     | Croatie                              | V 1 - 0                              | Match amical                            | Real Madrid                          | Entre en jeu à la place de Leander Dendoncker à la 81e minute de jeu.                  |
| 108                                  | 12 juin 2021                         | Gazprom Arena, Saint-Pétersbourg, Russie                    | Russie                               | V 3 - 0                              | Euro 2020                               | Real Madrid                          | Entre en jeu à la place de Dries Mertens à la 72e minute de jeu.                       |
| 109                                  | 17 juin 2021                         | Parken Stadium, Copenhague, Danemark                        | Danemark                             | V 2 - 1                              | Euro 2020                               | Real Madrid                          | Entre en jeu à la place de Yannick Carrasco à la 59e minute de jeu.                    |
| 110                                  | 21 juin 2021                         | Gazprom Arena, Saint-Pétersbourg, Russie                    | Finlande                             | V 2 - 0                              | Euro 2020                               | Real Madrid                          | Titulaire et capitaine.                                                                |
| 111                                  | 27 juin 2021                         | Stade La Cartuja, Séville, Espagne                          | Portugal                             | V 1 - 0                              | Euro 2020                               | Real Madrid                          | Titulaire et capitaine, remplacé par Yannick Carrasco à la 87e minute de jeu.          |
| 112                                  | 2 septembre 2021                     | A. Le Coq Arena, Tallinn, Estonie                           | Estonie                              | V 5 - 2                              | Éliminatoires de la Coupe du monde 2022 | Real Madrid                          | Titulaire et capitaine, remplacé par Albert Sambi Lokonga à la 87e minute de jeu.      |
| 113                                  | 5 septembre 2021                     | Stade Roi Baudouin, Bruxelles, Belgique                     | Tchéquie                             | V 3 - 0                              | Éliminatoires de la Coupe du monde 2022 | Real Madrid                          | Titulaire, capitaine et buteur, remplacé par Leandro Trossard à la 73e minute de jeu.  |
| 114                                  | 8 septembre 2021                     | Ak Bars Arena, Kazan, Russie                                | Biélorussie                          | V 1 - 0                              | Éliminatoires de la Coupe du monde 2022 | Real Madrid                          | Entre en jeu à la place de Leandro Trossard à la 60e minute de jeu.                    |
| 115                                  | 7 octobre 2021                       | Juventus Stadium, Turin, Italie                             | France                               | D 2 - 3                              | Ligue des nations 2020-2021             | Real Madrid                          | Titulaire et capitaine, remplacé par Leandro Trossard à la 74e minute de jeu.          |
| 116                                  | 13 novembre 2021                     | Stade Roi Baudouin, Bruxelles, Belgique                     | Estonie                              | V 3 - 1                              | Éliminatoires de la Coupe du monde 2022 | Real Madrid                          | Titulaire et capitaine, remplacé par Thorgan Hazard à la 62e minute de jeu.            |
| 117                                  | 3 juin 2022                          | Stade Roi Baudouin, Bruxelles, Belgique                     | Pays-Bas                             | D 1 - 4                              | Ligue des nations 2022-2023             | Real Madrid                          | Titulaire et capitaine, remplacé par Dries Mertens à la 46e minute de jeu.             |
| 118                                  | 8 juin 2022                          | Stade Roi Baudouin, Bruxelles, Belgique                     | Pologne                              | V 6 - 1                              | Ligue des nations 2022-2023             | Real Madrid                          | Titulaire et capitaine, remplacé par Leandro Trossard à la 66e minute de jeu.          |
| 119                                  | 11 juin 2022                         | Cardiff City Stadium, Cardiff, Pays de Galles               | Pays de Galles                       | N 1 - 1                              | Ligue des nations 2022-2023             | Real Madrid                          | Entre en jeu à la place de Kevin De Bruyne à la 72e minute de jeu.                     |
| 120                                  | 14 juin 2022                         | Stade national, Varsovie, Pologne                           | Pologne                              | V 1 - 0                              | Ligue des nations 2022-2023             | Real Madrid                          | Titulaire et capitaine, remplacé par Leandro Trossard à la 67e minute de jeu.          |
| 121                                  | 22 septembre 2022                    | Stade Roi Baudouin, Bruxelles, Belgique                     | Pays de Galles                       | V 2 - 1                              | Ligue des nations 2022-2023             | Real Madrid                          | Titulaire et capitaine, remplacé par Leandro Trossard à la 65e minute de jeu.          |
| 122                                  | 25 septembre 2022                    | Johan Cruyff Arena, Amsterdam, Pays-Bas                     | Pays-Bas                             | D 0 - 1                              | Ligue des nations 2022-2023             | Real Madrid                          | Titulaire et capitaine, remplacé par Leandro Trossard à la 64e minute de jeu.          |
| 123                                  | 18 novembre 2022                     | Stade international Jaber Al-Ahmad (en), Koweït, Koweït     | Égypte                               | D 1 - 2                              | Match amical                            | Real Madrid                          | Titulaire et capitaine, remplacé par Thomas Meunier à la 71e minute de jeu.            |
| 124                                  | 23 novembre 2022                     | Stade Ahmed-ben-Ali, Al Rayyan, Qatar                       | Canada                               | V 1 - 0                              | Coupe du monde 2022                     | Real Madrid                          | Titulaire et capitaine, remplacé par Leandro Trossard à la 62e minute de jeu.          |
| 125                                  | 27 novembre 2022                     | Stade d'Al-Thumama, Doha, Qatar                             | Maroc                                | D 0 - 2                              | Coupe du monde 2022                     | Real Madrid                          | Titulaire et capitaine, remplacé par Dries Mertens à la 60e minute de jeu.             |
| 126                                  | 1er décembre 2022                    | Stade Ahmed-ben-Ali, Al Rayyan, Qatar                       | Croatie                              | N 0 - 0                              | Coupe du monde 2022                     | Real Madrid                          | Entre en jeu à la place de Thomas Meunier à la 87e minute de jeu.                      |

### Buts internationaux
| Buts internationaux d'Eden Hazard, | Buts internationaux d'Eden Hazard, | Buts internationaux d'Eden Hazard,                   | Buts internationaux d'Eden Hazard, | Buts internationaux d'Eden Hazard, | Buts internationaux d'Eden Hazard,      | Buts internationaux d'Eden Hazard, | Buts internationaux d'Eden Hazard, | Buts internationaux d'Eden Hazard, | Buts internationaux d'Eden Hazard, |
| #                                  | Date                               | Lieu                                                 | Adversaire                         | Résultat                           | Compétition                             | Détail                             | Détail                             | Détail                             | Cape                               |
| ---------------------------------- | ---------------------------------- | ---------------------------------------------------- | ---------------------------------- | ---------------------------------- | --------------------------------------- | ---------------------------------- | ---------------------------------- | ---------------------------------- | ---------------------------------- |
| 1                                  | 7 octobre 2011                     | Stade Roi Baudouin, Bruxelles, Belgique              | Kazakhstan                         | V 4 - 1                            | Éliminatoires de l'Euro 2012            | 43e                                | du pied gauche                     | 2-0                                | 23e                                |
| 2                                  | 25 mai 2012                        | Stade Roi Baudouin, Bruxelles, Belgique              | Monténégro                         | N 2 - 2                            | Match amical                            | 34e (pen.)                         | du pied droit                      | 2-1                                | 27e                                |
| 3                                  | 6 février 2013                     | Stade Jan-Breydel, Bruges, Belgique                  | Slovaquie                          | V 2 - 1                            | Match amical                            | 10e (pen.)                         | du pied droit                      | 1-0                                | 34e                                |
| 4                                  | 22 mars 2013                       | Stade national Philippe II, Skopje, ARY de Macédoine | Macédoine                          | V 2 - 0                            | Éliminatoires de la Coupe du monde 2014 | 62e (pen.)                         | du pied droit                      | 0-2                                | 35e                                |
| 5                                  | 26 mars 2013                       | Stade Roi Baudouin, Bruxelles, Belgique              | Macédoine                          | V 1 - 0                            | Éliminatoires de la Coupe du monde 2014 | 62e                                | du pied gauche                     | 1-0                                | 36e                                |
| 6                                  | 1er juin 2014                      | Friends Arena, Solna, Suède                          | Suède                              | V 2 - 0                            | Match amical                            | 78e                                | du pied droit                      | 0-2                                | 45e                                |
| 7                                  | 28 mars 2015                       | Stade Roi Baudouin, Bruxelles, Belgique              | Chypre                             | V 5 - 0                            | Éliminatoires de l'Euro 2016            | 67e                                | du pied droit                      | 4-0                                | 55e                                |
| 8                                  | 7 juin 2015                        | Stade de France, Saint-Denis, France                 | France                             | V 4 - 3                            | Match amical                            | 54e (pen.)                         | du pied droit                      | 1-4                                | 57e                                |
| 9                                  | 3 septembre 2015                   | Stade Roi Baudouin, Bruxelles, Belgique              | Bosnie-Herzégovine                 | V 3 - 1                            | Éliminatoires de l'Euro 2016            | 78e (pen.)                         | du pied droit                      | 3-1                                | 59e                                |
| 10                                 | 6 septembre 2015                   | Stade GSP, Nicosie, Chypre                           | Chypre                             | V 1 - 0                            | Éliminatoires de l'Euro 2016            | 86e                                | du pied gauche                     | 0-1                                | 60e                                |
| 11                                 | 10 octobre 2015                    | Estadi Nacional, Andorre-la-Vieille, Andorre         | Andorre                            | V 4 - 1                            | Éliminatoires de l'Euro 2016            | 56e (pen.)                         | du pied droit                      | 1-3                                | 61e                                |
| 12                                 | 13 octobre 2015                    | Stade Roi Baudouin, Bruxelles, Belgique              | Israël                             | V 3 - 1                            | Éliminatoires de l'Euro 2016            | 84e                                | du pied droit                      | 3-0                                | 62e                                |
| 13                                 | 5 juin 2016                        | Stade Roi Baudouin, Bruxelles, Belgique              | Norvège                            | V 3 - 2                            | Match amical                            | 70e                                | de la tête                         | 2-2                                | 66e                                |
| 14                                 | 26 juin 2016                       | Stadium de Toulouse, Toulouse, France                | Hongrie                            | V 4 - 0                            | Euro 2016                               | 79e                                | du pied droit                      | 0-3                                | 70e                                |
| 15                                 | 7 octobre 2016                     | Stade Roi Baudouin, Bruxelles, Belgique              | Bosnie-Herzégovine                 | V 4 - 0                            | Éliminatoires de la Coupe du monde 2018 | 29e                                | du pied gauche                     | 2-0                                | 74e                                |
| 16                                 | 10 octobre 2016                    | Stade de l'Algarve, Faro, Portugal                   | Gibraltar                          | V 6 - 0                            | Éliminatoires de la Coupe du monde 2018 | 79e                                | du pied droit                      | 0-6                                | 75e                                |
| 17                                 | 13 novembre 2016                   | Stade Roi Baudouin, Bruxelles, Belgique              | Estonie                            | V 8 - 1                            | Éliminatoires de la Coupe du monde 2018 | 25e                                | du pied droit                      | 3-0                                | 77e                                |
| 18                                 | 31 août 2017                       | Stade Maurice-Dufrasne, Liège, Belgique              | Gibraltar                          | V 9 - 0                            | Éliminatoires de la Coupe du monde 2018 | 45e                                | du pied gauche                     | 6-0                                | 78e                                |
| 19                                 | 10 octobre 2017                    | Stade Roi Baudouin, Bruxelles, Belgique              | Chypre                             | V 4 - 0                            | Éliminatoires de la Coupe du monde 2018 | 12e                                | du pied droit                      | 1-0                                | 81e                                |
| 20                                 | 10 octobre 2017                    | Stade Roi Baudouin, Bruxelles, Belgique              | Chypre                             | V 4 - 0                            | Éliminatoires de la Coupe du monde 2018 | 63e (pen.)                         | du pied droit                      | 3-0                                | 81e                                |
| 21                                 | 10 novembre 2017                   | Stade Roi Baudouin, Bruxelles, Belgique              | Mexique                            | N 3 - 3                            | Match amical                            | 17e                                | du pied droit                      | 1-0                                | 82e                                |
| 22                                 | 6 juin 2018                        | Stade Roi Baudouin, Bruxelles, Belgique              | Égypte                             | V 3 - 0                            | Match amical                            | 38e                                | du pied gauche                     | 2-0                                | 85e                                |
| 23                                 | 23 juin 2018                       | Otkrytie Arena, Moscou, Russie                       | Tunisie                            | V 5 - 2                            | Coupe du monde 2018                     | 6e (pen.)                          | du pied droit                      | 1-0                                | 88e                                |
| 24                                 | 23 juin 2018                       | Otkrytie Arena, Moscou, Russie                       | Tunisie                            | V 5 - 2                            | Coupe du monde 2018                     | 51e                                | du pied gauche                     | 4-1                                | 88e                                |
| 25                                 | 14 juillet 2018                    | Zenit Arena, Saint-Pétersbourg, Russie               | Angleterre                         | V 2 - 0                            | Coupe du monde 2018                     | 82e                                | du pied droit                      | 2-0                                | 92e                                |
| 26                                 | 7 septembre 2018                   | Hampden Park, Glasgow, Écosse                        | Écosse                             | V 4 - 0                            | Match amical                            | 46e                                | du pied gauche                     | 0-2                                | 93e                                |
| 27                                 | 11 septembre 2018                  | Laugardalsvöllur, Reykjavik, Islande                 | Islande                            | V 3 - 0                            | Ligue des nations 2018-2019             | 29e (pen.)                         | du pied droit                      | 0-1                                | 94e                                |
| 28                                 | 21 mars 2019                       | Stade Roi Baudouin, Bruxelles, Belgique              | Russie                             | V 3 - 1                            | Éliminatoires de l'Euro 2020            | 45e (pen.)                         | du pied droit                      | 2-1                                | 99e                                |
| 29                                 | 21 mars 2019                       | Stade Roi Baudouin, Bruxelles, Belgique              | Russie                             | V 3 - 1                            | Éliminatoires de l'Euro 2020            | 88e                                | du pied gauche                     | 3-1                                | 99e                                |
| 30                                 | 24 mars 2019                       | Stade GSP, Nicosie, Chypre                           | Chypre                             | V 2 - 0                            | Éliminatoires de l'Euro 2020            | 10e                                | du pied droit                      | 0-1                                | 100e                               |
| 31                                 | 16 novembre 2019                   | Gazprom Arena, Saint-Pétersbourg, Russie             | Russie                             | V 4 - 1                            | Éliminatoires de l'Euro 2020            | 33e                                | du pied droit                      | 0-2                                | 105e                               |
| 32                                 | 16 novembre 2019                   | Gazprom Arena, Saint-Pétersbourg, Russie             | Russie                             | V 4 - 1                            | Éliminatoires de l'Euro 2020            | 40e                                | du pied gauche                     | 0-3                                | 105e                               |
| 33                                 | 5 septembre 2021                   | Stade Roi Baudouin, Bruxelles, Belgique              | Tchéquie                           | V 3 - 0                            | Éliminatoires de la Coupe du monde 2022 | 41e                                | du pied gauche                     | 2-0                                | 113e                               |

## Palmarès

### En club
|  |  | LOSC Lille - Championnat de France (1) : - Champion : 2011. - Coupe de France (1) : - Vainqueur : 2011. - Trophée des champions : - Finaliste : 2011. |  | Chelsea FC - Championnat d'Angleterre (2) : - Champion : 2015 et 2017. - Coupe d'Angleterre (1) : - Vainqueur : 2018. - Finaliste : 2017. - Community Shield : - Finaliste : 2012, 2015, 2017 et 2018. - Coupe de la Ligue (1) : - Vainqueur : 2015. - Finaliste : 2019. - Ligue Europa (2) : - Vainqueur : 2013 et 2019. - Supercoupe de l'UEFA : - Finaliste : 2012 et 2013. - Coupe du monde des clubs : - Finaliste : 2012. |  | Real Madrid - Champion d'Espagne (2) : - Champion : 2020 et 2022. - Vice-champion : 2021. - Coupe d'Espagne (1) : - Vainqueur : 2023. - Supercoupe d'Espagne (2) : - Vainqueur en 2020 et en 2022. - Ligue des champions (1) : - Vainqueur : 2022. - Supercoupe de l'UEFA (1) : - Vainqueur : 2022. - Coupe du Monde des clubs (1) : - Vainqueur : 2022. |

### En sélections nationales
|  |  | Belgique - Coupe du monde : - Troisième : 2018. - Ligue des nations : - Quatrième : 2021. |

## Distinctions personnelles

### Avec le LOSC
- 2009 : Meilleur espoir de Ligue 1
- 2010 : Joueur du mois de mars de Ligue 1
- 2010 : Meilleur espoir de Ligue 1, membre de l'équipe-type de Ligue 1
- 2011 : Joueur du mois de mars de Ligue 1
- 2011 : Meilleur joueur de Ligue 1, membre de l'équipe-type de Ligue 1
- 2011 : Étoile d'or France Football
- 2011 : Élu Joueur étranger de l'année de Ligue 1
- 2011 : 3e au Golden Boy
- 2011 : Vainqueur du Trophée Bravo
- 2012 : Joueur du mois de mars de Ligue 1
- 2012 : Joueur du mois d'avril de Ligue 1
- 2012 : Meilleur joueur de Ligue 1, membre de l'équipe-type de Ligue 1
- 2012 : Étoile d'or France Football
- 2012 : Meilleur passeur de Ligue 1 avec 15 passes décisives

### Avec Chelsea
- 2013 : membre de l'équipe type de Premier League en 2012-2013
- 2013 : meilleur passeur de Premier League avec 13 passes décisives
- 2014 :Jeune joueur de l'année PFA du championnat d'Angleterre
- 2014 : membre de l'équipe type de Premier League en 2013-2014
- 2014 : Joueur de Chelsea de l'année 2013-2014
- 2015 : membre de l'équipe type de Premier League en 2014-2015
- 2015 : Meilleur joueur de l'année PFA
- 2015 : Meilleur joueur de l'année FWA
- 2015 : Joueur de Chelsea de l'année 2014-2015
- 2016 : Joueur du mois d'octobre en Premier League.
- 2017 : membre de l'équipe type de Premier League en 2016-2017
- 2017 : Joueur de Chelsea de l'année 2016-2017
- 2017 : membre de l'équipe type de l'année UEFA
- 2017: membre de l'équipe-type du onze d'or 2017
- 2018 : membre du FIFA/FIFPro World XI
- 2018 : Joueur du mois de septembre en Premier League.
- 2019 : But du mois d'avril en Premier League
- 2019 : Meilleur passeur de Premier League avec 15 passes
- 2019 : membre de l'équipe type de la Ligue Europa[119].
- 2019 : Joueur de la saison de la Ligue Europa[120].
- 2019 : membre du FIFA/FIFPro World XI[121]

### En sélection
- 2014 : Homme du match contre la Russie lors de la Coupe du monde 2014.
- 2016 : Meilleur passeur de l'Euro 2016 avec 4 passes décisives.
- 2016 : Homme du match contre la Suède et la Hongrie lors de l'Euro 2016.
- 2017 : Diable de l'année (élu par les supporters)
- 2017 : Meilleur belge à l'étranger
- 2018 : Homme du match contre la Tunisie, le Japon et l'Angleterre lors de la Coupe du monde 2018
- 2018 : Ballon d'argent de la  Coupe du monde 2018
- 2018 : membre de l'équipe type Fantasy McDonald’s de la Coupe du monde 2018[122]
- 2018 :  Commandeur du Mérite wallon (C.M.W.)
- 2018 : Diable de l'année (élu par les supporters)
- 2018 : Meilleur belge à l'étranger
- 2019 : Diable de l'année (élu par les supporters)[123]
- 2019 : Meilleur belge à l'étranger
- 2021 : élu membre de la 125 Years Icons Team, la meilleure équipe de tous les temps de l'histoire du football belge, et 125 Years Ultimate Icon de l'histoire du football belge (organisé par l'URBSFA)

### Ballon d'or
| Année | Classement   | Pourcentage | Vainqueur                   |
| ----- | ------------ | ----------- | --------------------------- |
| 2013  | 22e position | 0,16 %      | Cristiano Ronaldo (27,99 %) |
| 2014  | 21e position | 0,47 %      | Cristiano Ronaldo (37,66 %) |
| 2015  | 8e position  | 1,33 %      | Lionel Messi (41,33 %)      |
| 2016  | non classé   | non classé  | Cristiano Ronaldo (47,85 %) |
| 2017  | 19e position | 0,57 %      | Cristiano Ronaldo (33,76 %) |
| 2018  | 8e position  | 4,13 %      | Luka Modrić (26,14 %)       |
| 2019  | 13e position | 0,89 %      | Lionel Messi (24,36 %)      |

## Vie privée
Il s'est marié avec Natacha Van Honacker le 26 avril 2012. Le couple a quatre garçons : Yanis, né le 19 décembre 2010, Léo, né le 30 janvier 2013, Samy, né le 26 septembre 2015 et Santi, né le 19 octobre 2019.

## Jeu vidéo
Eden Hazard figure sur les jaquettes françaises, belges, néerlandaises et anglaises du jeu FIFA 15 en compagnie de l'international argentin Lionel Messi,.
Eden Hazard figure sur les jaquettes françaises, belges, néerlandaises et anglaises du jeu FIFA 20.

## Hommage
Le 10 mars 2024, un hommage est rendu à Eden Hazard par le LOSC Lille, son club formateur. Un terrain du domaine de Luchin, inauguré par Hazard, porte à partir de cette date le nom du joueur. Une stèle le représentant est également inaugurée. Les supporters du club rendent ensuite hommage à Hazard en lever de rideau d'un match de Ligue 1 au stade Pierre-Mauroy opposant le LOSC au Stade rennais.